# Lijst van US Openwinnaars
Dit is de Lijst van winnaars van het US Open tennistoernooi sinds 1881, aangevuld met de finalisten.

## Mannenenkelspel
| Jaar              | Winnaar                 | Verliezend finalist        | Uitslag                   |
| ----------------- | ----------------------- | -------------------------- | ------------------------- |
| 1881              | Richard Sears           | William Glyn               | 6-0, 6-3, 6-2             |
| 1882              | Richard Sears           | Clarence Clark             | 6-1, 6-4, 6-0             |
| 1883              | Richard Sears           | James Dwight               | 6-2, 6-0, 9-7             |
| 1884              | Richard Sears           | Howard Taylor              | 6-0, 1-6, 6-0, 6-2        |
| 1885              | Richard Sears           | Godfrey Brinley            | 6-3, 4-6, 6-0, 6-3        |
| 1886              | Richard Sears           | Robert Livingston Beeckman | 4-6, 6-1, 6-3, 6-4        |
| 1887              | Richard Sears           | Henry Slocum               | 6-1, 6-3, 6-2             |
| 1888              | Henry Slocum            | Howard Taylor              | 6-4, 6-1, 6-0             |
| 1889              | Henry Slocum            | Quincy Shaw                | 6-3, 6-1, 4-6, 6-2        |
| 1890              | Oliver Campbell         | Henry Slocum               | 6-2, 4-6, 6-3, 6-1        |
| 1891              | Oliver Campbell         | Clarence Hobart            | 2-6, 7-5, 7-9, 6-1, 6-2   |
| 1892              | Oliver Campbell         | Fred Hovey                 | 7-5, 3-6, 6-3, 7-5        |
| 1893              | Robert Wrenn            | Fred Hovey                 | 6-4, 3-6, 6-4, 6-4        |
| 1894              | Robert Wrenn            | Manliff Goodbody           | 6-8, 6-1, 6-4, 6-4        |
| 1895              | Fred Hovey              | Robert Wrenn               | 6-3, 6-2, 6-4             |
| 1896              | Robert Wrenn            | Fred Hovey                 | 7-5, 3-6, 6-0, 1-6, 6-1   |
| 1897              | Robert Wrenn            | Wilberforce Eaves          | 4-6, 8-6, 6-3, 2-6, 6-2   |
| 1898              | Malcolm Whitman         | Dwight Filley Davis        | 3-6, 6-2, 6-2, 6-1        |
| 1899              | Malcolm Whitman         | Jahial Parmly Paret        | 6-1, 6-2, 3-6, 7-5        |
| 1900              | Malcolm Whitman         | William Larned             | 6-4, 1-6, 6-2, 6-2        |
| 1901              | William Larned          | Beals Wright               | 6-2, 6-8, 6-4, 6-4        |
| 1902              | William Larned          | Reginald Doherty           | 4-6, 6-2, 6-4, 8-6        |
| 1903              | Laurence Doherty        | William Larned             | 6-0, 6-3, 10-8            |
| 1904              | Holcombe Ward           | William Clothier           | 10-8, 6-4, 9-7            |
| 1905              | Beals Wright            | Holcombe Ward              | 6-2, 6-1, 11-9            |
| 1906              | William Clothier        | Beals Wright               | 6-3, 6-0, 6-4             |
| 1907              | William Larned          | Robert LeRoy               | 6-2, 6-2, 6-4             |
| 1908              | William Larned          | Beals Wright               | 6-1, 6-2, 8-6             |
| 1909              | William Larned          | William Clothier           | 6-1, 6-2, 5-7, 1-6, 6-1   |
| 1910              | William Larned          | Tom Bundy                  | 6-1, 5-7, 6-0, 6-8, 6-1   |
| 1911              | William Larned          | Maurice McLoughlin         | 6-4, 6-4, 6-2             |
| 1912              | Maurice McLoughlin      | Wallace Johnson            | 3-6, 2-6, 6-2, 6-4, 6-2   |
| 1913              | Maurice McLoughlin      | Richard Norris Williams    | 6-4, 5-7, 6-3, 6-1        |
| 1914              | Richard Norris Williams | Maurice McLoughlin         | 6-3, 8-6, 10-8            |
| 1915              | Bill Johnston           | Maurice McLoughlin         | 1-6, 6-0, 7-5, 10-8       |
| 1916              | Richard Norris Williams | Bill Johnston              | 4-6, 6-4, 0-6, 6-2, 6-4   |
| 1917              | Lindley Murray          | Nathaniel Niles            | 5-7, 8-6, 6-3, 6-3        |
| 1918              | Lindley Murray          | Bill Tilden                | 6-3, 6-1, 7-5             |
| 1919              | Bill Johnston           | Bill Tilden                | 6-4, 6-4, 6-3             |
| 1920              | Bill Tilden             | Bill Johnston              | 6-1, 1-6, 7-5, 5-7, 6-3   |
| 1921              | Bill Tilden             | Bill Johnston              | 6-1, 6-3, 6-1             |
| 1922              | Bill Tilden             | Bill Johnston              | 4-6, 3-6, 6-2, 6-3, 6-4   |
| 1923              | Bill Tilden             | Bill Johnston              | 6-4, 6-1, 6-4             |
| 1924              | Bill Tilden             | Bill Johnston              | 6-1, 9-7, 6-2             |
| 1925              | Bill Tilden             | Bill Johnston              | 4-6, 11-9, 6-3, 4-6, 6-3  |
| 1926              | René Lacoste            | Jean Borotra               | 6-4, 6-0, 6-4             |
| 1927              | René Lacoste            | Bill Tilden                | 11-9, 6-3, 11-9           |
| 1928              | Henri Cochet            | Francis Hunter             | 4-6, 6-4, 3-6, 7-5, 6-3   |
| 1929              | Bill Tilden             | Francis Hunter             | 3-6, 6-3, 4-6, 6-2, 6-4   |
| 1930              | John Doeg               | Frank Shields              | 10-8, 1-6, 6-4, 16-14     |
| 1931              | Ellsworth Vines         | George Lott                | 7-9, 6-3, 9-7, 7-5        |
| 1932              | Ellsworth Vines         | Henri Cochet               | 6-4, 6-4, 6-4             |
| 1933              | Fred Perry              | Jack Crawford              | 6-3, 11-13, 4-6, 6-0, 6-1 |
| 1934              | Fred Perry              | Wilmer Allison             | 6-4, 6-3, 1-6, 8-6        |
| 1935              | Wilmer Allison          | Sid Wood                   | 6-2, 6-2, 6-3             |
| 1936              | Fred Perry              | Don Budge                  | 2-6, 6-2, 8-6, 1-6, 10-8  |
| 1937              | Don Budge               | Gottfried von Cramm        | 6-1, 7-9, 6-1, 3-6, 6-1   |
| 1938              | Don Budge               | Gene Mako                  | 6-3, 6-8, 6-2, 6-1        |
| 1939              | Bobby Riggs             | Welby Van Horn             | 6-4, 6-2, 6-4             |
| 1940              | Don McNeill             | Bobby Riggs                | 4-6, 6-8, 6-3, 6-3, 7-5   |
| 1941              | Bobby Riggs             | Frank Kovacs               | 5-7, 6-1, 6-3, 6-3        |
| 1942              | Ted Schroeder           | Frank Parker               | 8-6, 7-5, 3-6, 4-6, 6-2   |
| 1943              | Joe Hunt                | Jack Kramer                | 6-3, 6-8, 10-8, 6-0       |
| 1944              | Frank Parker            | Bill Talbert               | 6-4, 3-6, 6-3, 6-3        |
| 1945              | Frank Parker            | Bill Talbert               | 14-12, 6-1, 6-2           |
| 1946              | Jack Kramer             | Tom Brown                  | 9-7, 6-3, 6-0             |
| 1947              | Jack Kramer             | Frank Parker               | 4-6, 2-6, 6-1, 6-0, 6-3   |
| 1948              | Pancho Gonzales         | Eric Sturgess              | 6-2, 6-3, 14-12           |
| 1949              | Pancho Gonzales         | Ted Schroeder              | 16-18, 2-6, 6-1, 6-2, 6-4 |
| 1950              | Art Larsen              | Herbert Flam               | 6-3, 4-6, 5-7, 6-4, 6-3   |
| 1951              | Frank Sedgman           | Vic Seixas                 | 6-4, 6-1, 6-1             |
| 1952              | Frank Sedgman           | Gardnar Mulloy             | 6-1, 6-2, 6-3             |
| 1953              | Tony Trabert            | Vic Seixas                 | 6-3, 6-2, 6-3             |
| 1954              | Vic Seixas              | Rex Hartwig                | 3-6, 6-2, 6-4, 6-4        |
| 1955              | Tony Trabert            | Ken Rosewall               | 9-7, 6-3, 6-3             |
| 1956              | Ken Rosewall            | Lew Hoad                   | 4-6, 6-2, 6-3, 6-3        |
| 1957              | Malcolm Anderson        | Ashley Cooper              | 10-8, 7-5, 6-4            |
| 1958              | Ashley Cooper           | Malcolm Anderson           | 6-2, 3-6, 4-6, 10-8, 8-6  |
| 1959              | Neale Fraser            | Alex Olmedo                | 6-3, 5-7, 6-2, 6-4        |
| 1960              | Neale Fraser            | Rod Laver                  | 6-4, 6-4, 9-7             |
| 1961              | Roy Emerson             | Rod Laver                  | 7-5, 6-3, 6-2             |
| 1962              | Rod Laver               | Roy Emerson                | 6-2, 6-4, 5-7, 6-4        |
| 1963              | Rafael Osuna            | Frank Froehling            | 7-5, 6-4, 6-2             |
| 1964              | Roy Emerson             | Fred Stolle                | 6-4, 6-2, 6-4             |
| 1965              | Manuel Santana          | Cliff Drysdale             | 6-2, 7-9, 7-5, 6-1        |
| 1966              | Fred Stolle             | John Newcombe              | 4-6, 12-10, 6-3, 6-4      |
| 1967              | John Newcombe           | Clark Graebner             | 6-4, 6-4, 8-6             |
| ↓ open tijdperk ↓ |                         |                            |                           |
| 1968              | Arthur Ashe             | Tom Okker                  | 14-12, 5-7, 6-3, 3-6, 6-3 |
| 1969              | Rod Laver               | Tony Roche                 | 7-9, 6-1, 6-2, 6-2        |
| 1970              | Ken Rosewall            | Tony Roche                 | 2-6, 6-4, 7-6, 6-3        |
| 1971              | Stan Smith              | Jan Kodeš                  | 3-6, 6-3, 6-2, 7-6        |
| 1972              | Ilie Năstase            | Arthur Ashe                | 3-6, 6-3, 6-7, 6-4, 6-3   |
| 1973              | John Newcombe           | Jan Kodeš                  | 6-4, 1-6, 4-6, 6-2, 6-2   |
| 1974              | Jimmy Connors           | Ken Rosewall               | 6-1, 6-0, 6-1             |
| 1975              | Manuel Orantes          | Jimmy Connors              | 6-4, 6-3, 6-3             |
| 1976              | Jimmy Connors           | Björn Borg                 | 6-4, 3-6, 7-6, 6-4        |
| 1977              | Guillermo Vilas         | Jimmy Connors              | 2-6, 6-3, 7-5, 6-0        |
| 1978              | Jimmy Connors           | Björn Borg                 | 6-4, 6-2, 6-2             |
| 1979              | John McEnroe            | Vitas Gerulaitis           | 7-5, 6-3, 6-3             |
| 1980              | John McEnroe            | Björn Borg                 | 7-6, 6-1, 6-7, 5-7, 6-4   |
| 1981              | John McEnroe            | Björn Borg                 | 4-6, 6-2, 6-4, 6-3        |
| 1982              | Jimmy Connors           | Ivan Lendl                 | 6-3, 6-2, 4-6, 6-4        |
| 1983              | Jimmy Connors           | Ivan Lendl                 | 6-3, 6-7, 7-5, 6-0        |
| 1984              | John McEnroe            | Ivan Lendl                 | 6-3, 6-4, 6-1             |
| 1985              | Ivan Lendl              | John McEnroe               | 7-6, 6-3, 6-4             |
| 1986              | Ivan Lendl              | Miloslav Mečíř             | 6-4, 6-2, 6-0             |
| 1987              | Ivan Lendl              | Mats Wilander              | 6-7, 6-0, 7-6, 6-4        |
| 1988              | Mats Wilander           | Ivan Lendl                 | 6-4, 4-6, 6-3, 5-7, 6-4   |
| 1989              | Boris Becker            | Ivan Lendl                 | 7-6, 1-6, 6-3, 7-6        |
| 1990              | Pete Sampras            | Andre Agassi               | 6-4, 6-3, 6-2             |
| 1991              | Stefan Edberg           | Jim Courier                | 6-2, 6-4, 6-0             |
| 1992              | Stefan Edberg           | Pete Sampras               | 3-6, 6-4, 7-6, 6-2        |
| 1993              | Pete Sampras            | Cédric Pioline             | 6-4, 6-4, 6-3             |
| 1994              | Andre Agassi            | Michael Stich              | 6-1, 7-6, 7-5             |
| 1995              | Pete Sampras            | Andre Agassi               | 6-4, 6-3, 4-6, 7-5        |
| 1996              | Pete Sampras            | Michael Chang              | 6-1, 6-4, 7-6             |
| 1997              | Patrick Rafter          | Greg Rusedski              | 6-3, 6-2, 4-6, 7-5        |
| 1998              | Patrick Rafter          | Mark Philippoussis         | 6-3, 3-6, 6-2, 6-0        |
| 1999              | Andre Agassi            | Todd Martin                | 6-4, 6-7, 6-7, 6-3, 6-2   |
| 2000              | Marat Safin             | Pete Sampras               | 6-4, 6-3, 6-3             |
| 2001              | Lleyton Hewitt          | Pete Sampras               | 7-6, 6-1, 6-1             |
| 2002              | Pete Sampras            | Andre Agassi               | 6-3, 6-4, 5-7, 6-4        |
| 2003              | Andy Roddick            | Juan Carlos Ferrero        | 6-3, 7-6, 6-3             |
| 2004              | Roger Federer           | Lleyton Hewitt             | 6-0, 7-6, 6-0             |
| 2005              | Roger Federer           | Andre Agassi               | 6-3, 2-6, 7-6, 6-1        |
| 2006              | Roger Federer           | Andy Roddick               | 6-2, 4-6, 7-5, 6-1        |
| 2007              | Roger Federer           | Novak Đoković              | 7-6, 7-6, 6-4             |
| 2008              | Roger Federer           | Andy Murray                | 6-2, 7-5, 6-2             |
| 2009              | Juan Martín del Potro   | Roger Federer              | 3-6, 7-6, 4-6, 7-6, 6-2   |
| 2010              | Rafael Nadal            | Novak Đoković              | 6-4, 5-7, 6-4, 6-2        |
| 2011              | Novak Đoković           | Rafael Nadal               | 6-2, 6-4, 6-7, 6-1        |
| 2012              | Andy Murray             | Novak Đoković              | 7-6, 7-5, 2-6, 3-6, 6-2   |
| 2013              | Rafael Nadal            | Novak Đoković              | 6-2, 3-6, 6-4, 6-1        |
| 2014              | Marin Čilić             | Kei Nishikori              | 6-3, 6-3, 6-3             |
| 2015              | Novak Đoković           | Roger Federer              | 6-4, 5-7, 6-4, 6-4        |
| 2016              | Stanislas Wawrinka      | Novak Đoković              | 6-7, 6-4, 7-5, 6-3        |
| 2017              | Rafael Nadal            | Kevin Anderson             | 6-3, 6-3, 6-4             |
| 2018              | Novak Đoković           | Juan Martín del Potro      | 6-3, 7-6, 6-3             |
| 2019              | Rafael Nadal            | Daniil Medvedev            | 7-5, 6-3, 5-7, 4-6, 6-4   |
| 2020              | Dominic Thiem           | Alexander Zverev           | 2-6, 4-6, 6-4, 6-3, 7-6   |
| 2021              | Daniil Medvedev         | Novak Djokovic             | 6-4, 6-4, 6-4             |
| 2022              | Carlos Alcaraz          | Casper Ruud                | 6-4, 2-6, 7-6, 6-3        |
| 2023              | Novak Đoković           | Daniil Medvedev            | 6-3, 7-6, 6-3             |
| 2024              | Jannik Sinner           | Taylor Fritz               | 6-3, 6-4, 7-5             |

## Vrouwenenkelspel
| Jaar              | Winnares                 | Verliezend finaliste         | Uitslag                 |
| ----------------- | ------------------------ | ---------------------------- | ----------------------- |
| 1887              | Ellen Hansell            | Laura Knight                 | 6-1, 6-0                |
| 1888              | Bertha Townsend          | Ellen Hansell                | 6-3, 6-5                |
| 1889              | Bertha Townsend          | Lida Voorhees                | 7-5, 6-2                |
| 1890              | Ellen Roosevelt          | Bertha Townsend              | 6-2, 6-2                |
| 1891              | Mabel Cahill             | Ellen Roosevelt              | 6-4, 6-1, 4-6, 6-3      |
| 1892              | Mabel Cahill             | Elisabeth Moore              | 5-7, 6-3, 6-4, 4-6, 6-2 |
| 1893              | Aline Terry              | Augusta Schultz              | 6-1, 6-3                |
| 1894              | Helen Hellwig            | Aline Terry                  | 7-5, 3-6, 6-0, 3-6, 6-3 |
| 1895              | Juliette Atkinson        | Helen Hellwig                | 6-4, 6-2, 6-1           |
| 1896              | Elisabeth Moore          | Juliette Atkinson            | 6-4, 4-6, 6-2, 6-2      |
| 1897              | Juliette Atkinson        | Elisabeth Moore              | 6-3, 6-3, 4-6, 3-6, 6-3 |
| 1898              | Juliette Atkinson        | Marion Jones                 | 6-3, 5-7, 6-4, 2-6, 7-5 |
| 1899              | Marion Jones             | Maud Banks                   | 6-1, 6-1, 7-5           |
| 1900              | Myrtle McAteer           | Edith Parker                 | 6-2, 6-2, 6-0           |
| 1901              | Elisabeth Moore          | Myrtle McAteer               | 6-4, 3-6, 7-5, 2-6, 6-2 |
| 1902              | Marion Jones             | Elisabeth Moore              | 6-1, 1-0, opg.          |
| 1903              | Elisabeth Moore          | Marion Jones                 | 7-5, 8-6                |
| 1904              | May Sutton               | Elisabeth Moore              | 6-1, 6-2                |
| 1905              | Elisabeth Moore          | Helen Homans                 | 6-4, 5-7, 6-1           |
| 1906              | Helen Homans             | Maud Barger-Wallach          | 6-4, 6-3                |
| 1907              | Evelyn Sears             | Carrie Neely                 | 6-3, 6-2                |
| 1908              | Maud Barger-Wallach      | Evelyn Sears                 | 6-3, 1-6, 6-3           |
| 1909              | Hazel Hotchkiss          | Maud Barger-Wallach          | 6-0, 6-1                |
| 1910              | Hazel Hotchkiss          | Louise Hammond               | 6-4, 6-2                |
| 1911              | Hazel Hotchkiss          | Florence Sutton              | 8-10, 6-1, 9-7          |
| 1912              | Mary Browne              | Eleonora Sears               | 6-4, 6-2                |
| 1913              | Mary Browne              | Dorothy Green                | 6-2, 7-5                |
| 1914              | Mary Browne              | Marie Wagner                 | 6-2, 1-6, 6-1           |
| 1915              | Molla Bjurstedt          | Hazel Hotchkiss-Wightman     | 4-6, 6-2, 6-0           |
| 1916              | Molla Bjurstedt          | Louise Hammond-Raymond       | 6-0, 6-1                |
| 1917              | Molla Bjurstedt          | Marion Vanderhoef            | 4-6, 6-0, 6-2           |
| 1918              | Molla Bjurstedt          | Eleanor E. Goss              | 6-4, 6-3                |
| 1919              | Hazel Hotchkiss-Wightman | Marion Zinderstein           | 6-1, 6-2                |
| 1920              | Molla Bjurstedt-Mallory  | Marion Zinderstein           | 6-3, 6-1                |
| 1921              | Molla Bjurstedt-Mallory  | Mary Browne                  | 4-6, 6-4, 6-2           |
| 1922              | Molla Bjurstedt-Mallory  | Helen Wills                  | 6-3, 6-1                |
| 1923              | Helen Wills              | Molla Bjurstedt-Mallory      | 6-2, 6-1                |
| 1924              | Helen Wills              | Molla Bjurstedt-Mallory      | 6-1, 6-3                |
| 1925              | Helen Wills              | Kitty McKane                 | 3-6, 6-0, 6-2           |
| 1926              | Molla Bjurstedt-Mallory  | Elizabeth Ryan               | 4-6, 6-4, 9-7           |
| 1927              | Helen Wills              | Betty Nuthall                | 6-1, 6-4                |
| 1928              | Helen Wills              | Helen Hull Jacobs            | 6-2, 6-1                |
| 1929              | Helen Wills              | Phoebe Holcroft-Watson       | 6-4, 6-2                |
| 1930              | Betty Nuthall            | Anna McCune-Harper           | 6-1, 6-4                |
| 1931              | Helen Wills-Moody        | Eileen Bennett-Whittingstall | 6-4, 6-1                |
| 1932              | Helen Hull Jacobs        | Carolin Babcock              | 6-2, 6-2                |
| 1933              | Helen Hull Jacobs        | Helen Wills-Moody            | 8-6, 3-6, 3-0, opg.     |
| 1934              | Helen Hull Jacobs        | Sarah Palfrey                | 6-1, 6-4                |
| 1935              | Helen Hull Jacobs        | Sarah Palfrey-Fabian         | 6-2, 6-4                |
| 1936              | Alice Marble             | Helen Hull Jacobs            | 4-6, 6-3, 6-2           |
| 1937              | Anita Lizana             | Jadwiga Jędrzejowska         | 6-4, 6-2                |
| 1938              | Alice Marble             | Nancye Wynne                 | 6-0, 6-3                |
| 1939              | Alice Marble             | Helen Hull Jacobs            | 6-0, 8-10, 6-4          |
| 1940              | Alice Marble             | Helen Hull Jacobs            | 6-2, 6-3                |
| 1941              | Sarah Palfrey-Cooke      | Pauline Betz                 | 7-5, 6-2                |
| 1942              | Pauline Betz             | Louise Brough                | 4-6, 6-1, 6-4           |
| 1943              | Pauline Betz             | Louise Brough                | 6-3, 5-7, 6-3           |
| 1944              | Pauline Betz             | Margaret Osborne             | 6-3, 8-6                |
| 1945              | Sarah Palfrey-Cooke      | Pauline Betz                 | 3-6, 8-6, 6-4           |
| 1946              | Pauline Betz             | Doris Hart                   | 11-9, 6-3               |
| 1947              | Louise Brough            | Margaret Osborne             | 8-6, 4-6, 6-1           |
| 1948              | Margaret Osborne-duPont  | Louise Brough                | 4-6, 6-4, 15-13         |
| 1949              | Margaret Osborne-duPont  | Doris Hart                   | 6-3, 6-1                |
| 1950              | Margaret Osborne-duPont  | Doris Hart                   | 6-4, 6-3                |
| 1951              | Maureen Connolly         | Shirley Fry                  | 6-3, 1-6, 6-4           |
| 1952              | Maureen Connolly         | Doris Hart                   | 6-3, 7-5                |
| 1953              | Maureen Connolly         | Doris Hart                   | 6-2, 6-4                |
| 1954              | Doris Hart               | Louise Brough                | 6-8, 6-1, 8-6           |
| 1955              | Doris Hart               | Patricia Ward                | 6-4, 6-2                |
| 1956              | Shirley Fry              | Althea Gibson                | 6-3, 6-4                |
| 1957              | Althea Gibson            | Louise Brough                | 6-3, 6-2                |
| 1958              | Althea Gibson            | Darlene Hard                 | 3-6, 6-1, 6-2           |
| 1959              | Maria Bueno              | Christine Truman             | 6-1, 6-4                |
| 1960              | Darlene Hard             | Maria Bueno                  | 6-4, 10-12, 6-4         |
| 1961              | Darlene Hard             | Ann Haydon                   | 6-3, 6-4                |
| 1962              | Margaret Smith           | Darlene Hard                 | 9-7, 6-4                |
| 1963              | Maria Bueno              | Margaret Smith               | 7-5, 6-4                |
| 1964              | Maria Bueno              | Carole Graebner              | 6-1, 6-0                |
| 1965              | Margaret Smith           | Billie Jean Moffitt          | 8-6, 7-5                |
| 1966              | Maria Bueno              | Nancy Richey                 | 6-3, 6-1                |
| 1967              | Billie Jean King         | Ann Haydon-Jones             | 11-9, 6-4               |
| ↓ open tijdperk ↓ |                          |                              |                         |
| 1968              | Virginia Wade            | Billie Jean King             | 6-4, 6-2                |
| 1969              | Margaret Court           | Nancy Richey                 | 6-2, 6-2                |
| 1970              | Margaret Court           | Rosie Casals                 | 6-2, 2-6, 6-1           |
| 1971              | Billie Jean King         | Rosie Casals                 | 6-4, 7-6                |
| 1972              | Billie Jean King         | Kerry Melville               | 6-3, 7-5                |
| 1973              | Margaret Court           | Evonne Goolagong             | 7-6, 5-7, 6-2           |
| 1974              | Billie Jean King         | Evonne Goolagong             | 3-6, 6-3, 7-5           |
| 1975              | Chris Evert              | Evonne Goolagong-Cawley      | 5-7, 6-4, 6-2           |
| 1976              | Chris Evert              | Evonne Goolagong-Cawley      | 6-3, 6-0                |
| 1977              | Chris Evert              | Wendy Turnbull               | 7-6, 6-2                |
| 1978              | Chris Evert              | Pam Shriver                  | 7-5, 6-4                |
| 1979              | Tracy Austin             | Chris Evert                  | 6-4, 6-3                |
| 1980              | Chris Evert-Lloyd        | Hana Mandlíková              | 5-7, 6-1, 6-1           |
| 1981              | Tracy Austin             | Martina Navrátilová          | 1-6, 7-6, 7-6           |
| 1982              | Chris Evert-Lloyd        | Hana Mandlíková              | 6-3, 6-1                |
| 1983              | Martina Navrátilová      | Chris Evert-Lloyd            | 6-1, 6-3                |
| 1984              | Martina Navrátilová      | Chris Evert-Lloyd            | 4-6, 6-4, 6-4           |
| 1985              | Hana Mandlíková          | Martina Navrátilová          | 7-6, 1-6, 7-6           |
| 1986              | Martina Navrátilová      | Helena Suková                | 6-3, 6-2                |
| 1987              | Martina Navrátilová      | Steffi Graf                  | 7-6, 6-1                |
| 1988              | Steffi Graf              | Gabriela Sabatini            | 6-3, 3-6, 6-1           |
| 1989              | Steffi Graf              | Martina Navrátilová          | 3-6, 7-5, 6-1           |
| 1990              | Gabriela Sabatini        | Steffi Graf                  | 6-2, 7-6                |
| 1991              | Monica Seles             | Martina Navrátilová          | 7-6, 6-1                |
| 1992              | Monica Seles             | Arantxa Sánchez Vicario      | 6-3, 6-3                |
| 1993              | Steffi Graf              | Helena Suková                | 6-3, 6-3                |
| 1994              | Arantxa Sánchez Vicario  | Steffi Graf                  | 1-6, 7-6, 6-4           |
| 1995              | Steffi Graf              | Monica Seles                 | 7-6, 0-6, 6-3           |
| 1996              | Steffi Graf              | Monica Seles                 | 7-5, 6-4                |
| 1997              | Martina Hingis           | Venus Williams               | 6-0, 6-4                |
| 1998              | Lindsay Davenport        | Martina Hingis               | 6-3, 7-5                |
| 1999              | Serena Williams          | Martina Hingis               | 6-3, 7-6                |
| 2000              | Venus Williams           | Lindsay Davenport            | 6-4, 7-5                |
| 2001              | Venus Williams           | Serena Williams              | 6-2, 6-4                |
| 2002              | Serena Williams          | Venus Williams               | 6-4, 6-3                |
| 2003              | Justine Henin-Hardenne   | Kim Clijsters                | 7-5, 6-1                |
| 2004              | Svetlana Koeznetsova     | Jelena Dementjeva            | 6-3, 7-5                |
| 2005              | Kim Clijsters            | Mary Pierce                  | 6-3, 6-1                |
| 2006              | Maria Sjarapova          | Justine Henin-Hardenne       | 6-4, 6-4                |
| 2007              | Justine Henin            | Svetlana Koeznetsova         | 6-1, 6-3                |
| 2008              | Serena Williams          | Jelena Janković              | 6-4, 7-5                |
| 2009              | Kim Clijsters            | Caroline Wozniacki           | 7-5, 6-3                |
| 2010              | Kim Clijsters            | Vera Zvonarjova              | 6-2, 6-1                |
| 2011              | Samantha Stosur          | Serena Williams              | 6-2, 6-3                |
| 2012              | Serena Williams          | Viktoryja Azarenka           | 6-2, 2-6, 7-5           |
| 2013              | Serena Williams          | Viktoryja Azarenka           | 7-5, 6-7, 6-1           |
| 2014              | Serena Williams          | Caroline Wozniacki           | 6-3, 6-3                |
| 2015              | Flavia Pennetta          | Roberta Vinci                | 7-6, 6-2                |
| 2016              | Angelique Kerber         | Karolína Plíšková            | 6-3, 4-6, 6-4           |
| 2017              | Sloane Stephens          | Madison Keys                 | 6-3, 6-0                |
| 2018              | Naomi Osaka              | Serena Williams              | 6-2, 6-4                |
| 2019              | Bianca Andreescu         | Serena Williams              | 6-3, 7-5                |
| 2020              | Naomi Osaka              | Viktoryja Azarenka           | 1-6, 6-3, 6-3           |
| 2021              | Emma Raducanu            | Leylah Fernandez             | 6-4, 6-3                |
| 2022              | Iga Świątek              | Ons Jabeur                   | 6-2, 7-6                |
| 2023              | Cori Gauff               | Aryna Sabalenka              | 2-6, 6-3, 6-2           |
| 2024              | Aryna Sabalenka          | Jessica Pegula               | 7-5, 7-5                |

## Mannendubbelspel
| Jaar              | Winnaars                                  | Verliezend finalisten                                | Uitslag                   |
| ----------------- | ----------------------------------------- | ---------------------------------------------------- | ------------------------- |
| 1881              | Clarence Clark Frederick Taylor           | Alexander Van Rensselaer Arthur E. Newbold           | 6-5, 6-4, 6-5             |
| 1882              | Richard Sears James Dwight                | Crawford Nightingale George M. Smith                 | 6-2, 6-4, 6-4             |
| 1883              | Richard Sears James Dwight                | Alexander Van Rensselaer Arthur E. Newbold           | 6-0, 6-2, 6-2             |
| 1884              | Richard Sears James Dwight                | Alexander Van Rensselaer Walter Van Rensselaer Berry | 6-4, 6-1, 8-10, 6-4       |
| 1885              | Richard Sears Joseph Clark                | Henry Slocum Wallace P. Knapp                        | 6-3, 6-0, 6-2             |
| 1886              | Richard Sears James Dwight                | Howard Taylor Godfrey Brinley                        | 7-5, 5-7, 7-5, 6-4        |
| 1887              | Richard Sears James Dwight                | Howard Taylor Henry Slocum                           | 6-4, 3-6, 2-6, 6-3, 6-3   |
| 1888              | Oliver Campbell Valentine Hall            | Clarence Hobart Edward MacMullen                     | 6-4, 6-2, 6-2             |
| 1889              | Henry Slocum Howard Taylor                | Valentine Hall Oliver Campbell                       | 6-1, 6-3, 6-2             |
| 1890              | Valentine Hall Clarence Hobart            | Charles Carver John Ryerson                          | 6-3, 4-6, 6-2, 2-6, 6-3   |
| 1891              | Oliver Campbell Bob Huntington            | Valentine Hall Clarence Hobart                       | 6-3, 6-4, 8-6             |
| 1892              | Oliver Campbell Bob Huntington            | Valentine Hall Edward L. Hall                        | 6-4, 6-2, 4-6, 6-3        |
| 1893              | Clarence Hobart Fred Hovey                | Oliver Campbell Bob Huntington                       | 6-3, 6-4, 4-6, 6-2        |
| 1894              | Clarence Hobart Fred Hovey                | Carr Neel Sam Neel                                   | 6-3, 8-6, 6-1             |
| 1895              | Malcolm Chance Robert Wrenn               | Clarence Hobart Fred Hovey                           | 7-5, 6-1, 8-6             |
| 1896              | Carr Neel Sam Neel                        | Robert Wrenn Malcolm Chance                          | 6-3, 1-6, 6-1, 3-6, 6-1   |
| 1897              | Leo Ware George Sheldon                   | Harold Mahony Harold Nisbet                          | 11-13, 6-2, 9-7, 1-6, 6-1 |
| 1898              | Leo Ware George Sheldon                   | Holcombe Ward Dwight Filley Davis                    | 1-6, 7-5, 6-4, 4-6, 7-5   |
| 1899              | Holcombe Ward Dwight Filley Davis         | Leo Ware George Sheldon                              | 6-4, 6-4, 6-3             |
| 1900              | Holcombe Ward Dwight Filley Davis         | Fred Alexander Raymond Little                        | 6-4, 9-7, 12-10           |
| 1901              | Holcombe Ward Dwight Filley Davis         | Leo Ware Beals Wright                                | 6-3, 9-7, 6-1             |
| 1902              | Reginald Doherty Laurence Doherty         | Holcombe Ward Dwight Filley Davis                    | 11-9, 12-10, 6-4          |
| 1903              | Reginald Doherty Laurence Doherty         | Kreigh Collins Harry Wainder                         | 7-5, 6-3, 6-3             |
| 1904              | Holcombe Ward Beals Wright                | Kreigh Collins Raymond Little                        | 1-6, 6-2, 3-6, 6-4, 6-1   |
| 1905              | Holcombe Ward Beals Wright                | Fred Alexander Harold Hackett                        | 6-4, 6-4, 6-1             |
| 1906              | Holcombe Ward Beals Wright                | Fred Alexander Harold Hackett                        | 6-3, 3-6, 6-3, 6-3        |
| 1907              | Fred Alexander Harold Hackett             | Nat Thornton Bryan M. Grant                          | 6-2, 6-1, 6-1             |
| 1908              | Fred Alexander Harold Hackett             | Raymond Little Beals Wright                          | 6-1, 7-5, 6-2             |
| 1909              | Fred Alexander Harold Hackett             | Maurice McLoughlin George Janes                      | 6-4, 6-4, 6-0             |
| 1910              | Fred Alexander Harold Hackett             | Tom Bundy Trowbridge Hendrick                        | 6-1, 8-6, 6-3             |
| 1911              | Raymond Little Gus Touchard               | Fred Alexander Harold Hackett                        | 7-5, 13-15, 6-2, 6-4      |
| 1912              | Maurice McLoughlin Tom Bundy              | Raymond Little Gus Touchard                          | 3-6, 6-2, 6-1, 7-5        |
| 1913              | Maurice McLoughlin Tom Bundy              | John Strachan Clarence Griffin                       | 6-4, 7-5, 6-1             |
| 1914              | Maurice McLoughlin Tom Bundy              | George Church Dean Mathey                            | 6-4, 6-2, 6-4             |
| 1915              | Clarence Griffin Bill Johnston            | Maurice McLoughlin Tom Bundy                         | 2-6, 6-3, 6-4, 3-6, 6-3   |
| 1916              | Clarence Griffin Bill Johnston            | Maurice McLoughlin Ward Dawson                       | 6-4, 6-3, 5-7, 6-3        |
| 1917              | Fred Alexander Harold Throckmorton        | Harry Johnson Irving Wright                          | 11-9, 6-4, 6-4            |
| 1918              | Vincent Richards Bill Tilden              | Fred Alexander Beals Wright                          | 6-3, 6-4, 3-6, 2-6, 6-2   |
| 1919              | Norman Brookes Gerald Patterson           | Vincent Richards Bill Tilden                         | 8-6, 6-3, 4-6, 4-6, 6-2   |
| 1920              | Clarence Griffin Bill Johnston            | Willis E. Davis Roland Roberts                       | 6-2, 6-2, 6-3             |
| 1921              | Vincent Richards Bill Tilden              | Watson Washburn Richard Norris Williams              | 13-11, 12-10, 6-1         |
| 1922              | Vincent Richards Bill Tilden              | Pat O'Hara Wood Gerald Patterson                     | 4-6, 6-1, 6-3, 6-4        |
| 1923              | Brian Norton Bill Tilden                  | Watson Washburn Richard Norris Williams              | 3-6, 6-2, 6-3, 5-7, 6-2   |
| 1924              | Howard Kinsey Robert Kinsey               | Pat O'Hara Wood Gerald Patterson                     | 7-5, 5-7, 7-9, 6-3, 6-4   |
| 1925              | Vincent Richards Richard Norris Williams  | John Hawkes Gerald Patterson                         | 6-2, 8-10, 6-4, 11-9      |
| 1926              | Vincent Richards Richard Norris Williams  | Alfred Chapin Bill Tilden                            | 6-4, 6-8, 11-9, 6-3       |
| 1927              | Frank Hunter Bill Tilden                  | Bill Johnston Richard Norris Williams                | 10-8, 6-3, 6-3            |
| 1928              | George Lott John F. Hennessey             | Gerald Patterson John Hawkes                         | 6-2, 6-1, 6-2             |
| 1929              | George Lott John Doeg                     | Berkeley Bell Lewis White                            | 10-8, 1-6, 6-4, 6-1       |
| 1930              | George Lott John Doeg                     | Wilmer Allison John Van Ryn                          | 8-6, 6-3, 3-6, 13-15, 6-4 |
| 1931              | Wilmer Allison John Van Ryn               | Gregory Mangin Berkeley Bell                         | 6-4, 6-3, 6-2             |
| 1932              | Ellsworth Vines Keith Gledhill            | Wilmer Allison John Van Ryn                          | 6-4, 6-3, 6-2             |
| 1933              | George Lott Lester Stoefen                | Frank Shields Frank Parker                           | 11-13, 9-7, 9-7, 6-3      |
| 1934              | George Lott Lester Stoefen                | Wilmer Allison John Van Ryn                          | 6-4, 9-7, 3-6, 6-4        |
| 1935              | Wilmer Allison John Van Ryn               | Don Budge Gene Mako                                  | 6-2, 6-3, 2-6, 3-6, 6-1   |
| 1936              | Don Budge Gene Mako                       | Wilmer Allison John Van Ryn                          | 6-4, 6-2, 6-4             |
| 1937              | Gottfried von Cramm Henner Henkel         | Don Budge Gene Mako                                  | 6-4, 7-5, 6-4             |
| 1938              | Don Budge Gene Mako                       | John Bromwich Adrian Quist                           | 6-3, 6-2, 6-1             |
| 1939              | John Bromwich Adrian Quist                | Jack Crawford Harry Hopman                           | 8-6, 6-1, 6-4             |
| 1940              | Jack Kramer Ted Schroeder                 | Gardnar Mulloy Henry Prusoff                         | 6-4, 8-6, 9-7             |
| 1941              | Jack Kramer Ted Schroeder                 | Gardnar Mulloy Wayne Sabin                           | 9-7, 6-4, 6-2             |
| 1942              | Gardnar Mulloy Bill Talbert               | Ted Schroeder Sidney Wood                            | 9-7, 7-5, 6-1             |
| 1943              | Jack Kramer Frank Parker                  | David Freeman Bill Talbert                           | 6-2, 6-4, 6-4             |
| 1944              | Robert Falkenburg Don McNeill             | Pancho Segura Bill Talbert                           | 7-5, 6-4, 3-6, 6-1        |
| 1945              | Gardnar Mulloy Bill Talbert               | Robert Falkenburg Jack Tuero                         | 12-10, 8-10, 12-10, 6-2   |
| 1946              | Gardnar Mulloy Bill Talbert               | Don McNeill Frank Guernsey                           | 3-6, 6-4, 2-6, 6-3,20-18  |
| 1947              | Jack Kramer Ted Schroeder                 | William Talbert Bill Sidwell                         | 6-4, 7-5, 6-3             |
| 1948              | Gardnar Mulloy Bill Talbert               | Frank Parker Ted Schroeder                           | 1-6, 9-7, 6-3, 3-6, 9-7   |
| 1949              | John Bromwich Bill Sidwell                | Frank Sedgman George Worthington                     | 6-4, 6-0, 6-1             |
| 1950              | John Bromwich Frank Sedgman               | Gardnar Mulloy Bill Talbert                          | 7-5, 8-6, 3-6, 6-1        |
| 1951              | Ken McGregor Frank Sedgman                | Don Candy Mervyn Rose                                | 10-8, 6-4, 4-6, 7-5       |
| 1952              | Mervyn Rose Vic Seixas                    | Ken McGregor Frank Sedgman                           | 3-6, 10-8, 10-8, 6-8, 8-6 |
| 1953              | Rex Hartwig Mervyn Rose                   | Gardnar Mulloy Bill Talbert                          | 6-4, 4-6, 6-2, 6-4        |
| 1954              | Vic Seixas Tony Trabert                   | Lew Hoad Ken Rosewall                                | 3-6, 6-4, 8-6, 6-3        |
| 1955              | Kosei Kamo Atsushi Miyagi                 | Gerald Moss Bill Quillian                            | 6-2, 6-3, 3-6, 1-6, 6-4   |
| 1956              | Lew Hoad Ken Rosewall                     | Hamilton Richardson Vic Seixas                       | 6-2, 6-2, 3-6, 6-4        |
| 1957              | Ashley Cooper Neale Fraser                | Gardnar Mulloy Budge Patty                           | 4-6, 6-3, 9-7, 6-3        |
| 1958              | Alex Olmedo Hamilton Richardson           | Sam Giammalva Barry MacKay                           | 3-6, 6-3, 6-4, 6-4        |
| 1959              | Roy Emerson Neale Fraser                  | Alex Olmedo Earl Buchholz                            | 3-6, 6-3, 5-7, 6-4, 7-5   |
| 1960              | Roy Emerson Neale Fraser                  | Rod Laver Bob Mark                                   | 9-7, 6-2, 6-4             |
| 1961              | Chuck McKinley Dennis Ralston             | Rafael Osuna Antonio Palafox                         | 6-3, 6-4, 2-6, 13-11      |
| 1962              | Rafael Osuna Antonio Palafox              | Chuck McKinley Dennis Ralston                        | 6-4, 10-12, 1-6, 9-7, 6-3 |
| 1963              | Chuck McKinley Dennis Ralston             | Rafael Osuna Antonio Palafox                         | 9-7, 4-6, 5-7, 6-3, 11-9  |
| 1964              | Chuck McKinley Dennis Ralston             | Mike Sangster Graham Stilwell                        | 6-3, 6-2, 6-4             |
| 1965              | Roy Emerson Fred Stolle                   | Frank Froehling Charles Pasarell                     | 6-4, 10-12, 7-5, 7-3      |
| 1966              | Roy Emerson Fred Stolle                   | Clark Graebner Dennis Ralston                        | 6-4, 6-4, 6-4             |
| 1967              | John Newcombe Tony Roche                  | Bill Bowrey Owen Davidson                            | 6-8, 9-7, 6-3, 6-3        |
| ↓ open tijdperk ↓ |                                           |                                                      |                           |
| 1968              | Bob Lutz Stan Smith                       | Arthur Ashe Andrés Gimeno                            | 11-9, 6-1, 7-5            |
| 1969              | Ken Rosewall Fred Stolle                  | Charles Pasarell Dennis Ralston                      | 2-6, 7-5, 13-11, 6-3      |
| 1970              | Pierre Barthès Nikola Pilić               | Roy Emerson Rod Laver                                | 6-3, 7-6, 4-6, 7-6        |
| 1971              | John Newcombe Roger Taylor                | Stan Smith Erik van Dillen                           | 6-7, 6-3, 7-6, 4-6, 7-6   |
| 1972              | Cliff Drysdale Roger Taylor               | Owen Davidson John Newcombe                          | 6-4, 7-6, 6-3             |
| 1973              | Owen Davidson John Newcombe               | Rod Laver Kenneth Rosewall                           | 7-5, 2-6, 7-5, 7-5        |
| 1974              | Bob Lutz Stan Smith                       | Patricio Cornejo Jaime Fillol                        | 6-3, 6-3                  |
| 1975              | Jimmy Connors Ilie Năstase                | Tom Okker Marty Riessen                              | 6-4, 7-6                  |
| 1976              | Tom Okker Marty Riessen                   | Paul Kronk Cliff Letcher                             | 6-4, 6-0                  |
| 1977              | Bob Hewitt Frew McMillan                  | Brian Gottfried Raúl Ramírez                         | 6-4, 6-0                  |
| 1978              | Bob Lutz Stan Smith                       | Marty Riessen Sherwood Stewart                       | 1-6, 7-5, 6-3             |
| 1979              | Peter Fleming John McEnroe                | Bob Lutz Stan Smith                                  | 6-2, 6-4                  |
| 1980              | Bob Lutz Stan Smith                       | Peter Fleming John McEnroe                           | 7-6, 3-6, 6-1, 3-6, 6-3   |
| 1981              | Peter Fleming John McEnroe                | Heinz Günthardt Peter McNamara                       | walk-over                 |
| 1982              | Kevin Curren Steve Denton                 | Victor Amaya Hank Pfister                            | 6-2, 6-7, 5-7, 6-2, 6-4   |
| 1983              | Peter Fleming John McEnroe                | Fritz Buehning Van Winitsky                          | 6-3, 6-4, 6-2             |
| 1984              | John Fitzgerald Tomáš Šmíd                | Stefan Edberg Anders Järryd                          | 7-6, 6-3, 6-3             |
| 1985              | Ken Flach Robert Seguso                   | Henri Leconte Yannick Noah                           | 6-7, 7-6, 7-6, 6-0        |
| 1986              | Andrés Gómez Slobodan Živojinović         | Joakim Nyström Mats Wilander                         | 4-6, 6-3, 6-3, 4-6, 6-3   |
| 1987              | Stefan Edberg Anders Järryd               | Ken Flach Robert Seguso                              | 7-6, 6-2, 4-6, 5-7, 7-6   |
| 1988              | Sergio Casal Emilio Sánchez               | Rick Leach Jim Pugh                                  | walk-over                 |
| 1989              | John McEnroe Mark Woodforde               | Ken Flach Robert Seguso                              | 6-4, 4-6, 6-3, 6-3        |
| 1990              | Pieter Aldrich Danie Visser               | Paul Annacone David Wheaton                          | 6-2, 7-6, 6-2             |
| 1991              | John Fitzgerald Anders Järryd             | Scott Davis David Pate                               | 6-3, 3-6, 6-3, 6-3        |
| 1992              | Jim Grabb Richey Reneberg                 | Rick Leach Kelly Jones                               | 3-6, 7-6, 6-3, 6-3        |
| 1993              | Ken Flach Rick Leach                      | Martin Damm Karel Nováček                            | 6-7, 6-4, 6-2             |
| 1994              | Jacco Eltingh Paul Haarhuis               | Todd Woodbridge Mark Woodforde                       | 6-3, 7-6                  |
| 1995              | Todd Woodbridge Mark Woodforde            | Alex O'Brien Sandon Stolle                           | 6-3, 6-3                  |
| 1996              | Todd Woodbridge Mark Woodforde            | Jacco Eltingh Paul Haarhuis                          | 4-6, 7-6, 7-6             |
| 1997              | Jevgeni Kafelnikov Daniel Vacek           | Jonas Björkman Nicklas Kulti                         | 7-6, 6-3                  |
| 1998              | Sandon Stolle Cyril Suk                   | Mark Knowles Daniel Nestor                           | 4-6, 7-6, 6-2             |
| 1999              | Sébastien Lareau Alex O'Brien             | Mahesh Bhupathi Leander Paes                         | 7-6, 6-4                  |
| 2000              | Lleyton Hewitt Maks Mirni                 | Ellis Ferreira Rick Leach                            | 6-4, 5-7, 7-6             |
| 2001              | Wayne Black Kevin Ullyett                 | Donald Johnson Jared Palmer                          | 7-6, 6-2, 6-3             |
| 2002              | Mahesh Bhupathi Maks Mirni                | Jiří Novák Radek Štěpánek                            | 6-3, 3-6, 6-4             |
| 2003              | Jonas Björkman Todd Woodbridge            | Bob Bryan Mike Bryan                                 | 5-7, 6-0, 7-5             |
| 2004              | Mark Knowles Daniel Nestor                | Leander Paes David Rikl                              | 6-3, 6-3                  |
| 2005              | Bob Bryan Mike Bryan                      | Jonas Björkman Maks Mirni                            | 6-1, 6-4                  |
| 2006              | Martin Damm Leander Paes                  | Jonas Björkman Maks Mirni                            | 6-7, 6-4, 6-3             |
| 2007              | Simon Aspelin Julian Knowle               | Lukáš Dlouhý Pavel Vízner                            | 7-5, 6-4                  |
| 2008              | Bob Bryan Mike Bryan                      | Lukáš Dlouhý Leander Paes                            | 7-6, 7-6                  |
| 2009              | Lukáš Dlouhý Leander Paes                 | Mahesh Bhupathi Mark Knowles                         | 3-6, 6-3, 6-2             |
| 2010              | Bob Bryan Mike Bryan                      | Rohan Bopanna Aisam-ul-Haq Qureshi                   | 7-6, 7-6                  |
| 2011              | Jürgen Melzer Philipp Petzschner          | Mariusz Fyrstenberg Marcin Matkowski                 | 6-2, 6-2                  |
| 2012              | Bob Bryan Mike Bryan                      | Leander Paes Radek Štěpánek                          | 6-3, 6-4                  |
| 2013              | Leander Paes Radek Štěpánek               | Alexander Peya Bruno Soares                          | 6-1, 6-3                  |
| 2014              | Bob Bryan Mike Bryan                      | Marcel Granollers Marc López                         | 6-3, 6-4                  |
| 2015              | Pierre-Hugues Herbert Nicolas Mahut       | Jamie Murray John Peers                              | 6-4, 6-4                  |
| 2016              | Jamie Murray Bruno Soares                 | Pablo Carreño Busta Guillermo García López           | 6-2, 6-3                  |
| 2017              | Jean-Julien Rojer Horia Tecău             | Feliciano López Marc López                           | 6-4, 6-3                  |
| 2018              | Mike Bryan Jack Sock                      | Łukasz Kubot Marcelo Melo                            | 6-3, 6-1                  |
| 2019              | Juan Sebastián Cabal Robert Farah Maksoud | Marcel Granollers Horacio Zeballos                   | 6-4, 7-5                  |
| 2020              | Mate Pavić Bruno Soares                   | Wesley Koolhof Nikola Mektić                         | 7-5, 6-3                  |
| 2021              | Rajeev Ram Joe Salisbury                  | Jamie Murray Bruno Soares                            | 3-6, 6-2, 6-2             |
| 2022              | Rajeev Ram Joe Salisbury                  | Wesley Koolhof Neal Skupski                          | 7-6, 7-5                  |
| 2023              | Rajeev Ram Joe Salisbury                  | Rohan Bopanna Matthew Ebden                          | 2-6, 6-3, 6-4             |
| 2024              | Max Purcell Jordan Thompson               | Kevin Krawietz Tim Pütz                              | 6-4, 7-6                  |

## Vrouwendubbelspel
| Jaar              | Winnaressen                                    | Verliezend finalistes                    | Uitslag            |
| ----------------- | ---------------------------------------------- | ---------------------------------------- | ------------------ |
| 1889              | Margarette Ballard Bertha Townsend             | Marian Wright Laura Knight               | 6-0, 6-2           |
| 1890              | Ellen Roosevelt Grace Roosevelt                | Bertha Townsend Margarette Ballard       | 6-1, 6-2           |
| 1891              | Mabel Cahill Emma Leavitt Morgan               | Grace Roosevelt Ellen Roosevelt          | 2-6, 8-6, 6-4      |
| 1892              | Mabel Cahill Adeline McKinlay                  | Helen Day Harris Amy Williams            | 6-1, 6-3           |
| 1893              | Aline Terry Harriet Butler                     | Augusta Schultz Miss Stone               | 6-4, 6-3           |
| 1894              | Helen Hellwig Juliette Atkinson                | Annabella C. Wistar Amy Williams         | 6-4, 8-6, 6-2      |
| 1895              | Helen Hellwig Juliette Atkinson                | Elisabeth Moore Amy Williams             | 6-2, 6-2, 12-10    |
| 1896              | Elisabeth Moore Juliette Atkinson              | Annabella C. Wistar Amy Williams         | 6-4, 7-5           |
| 1897              | Juliette Atkinson Kathleen Atkinson            | Mrs. F. Edwards Elizabeth Rastall        | 6-2, 6-1, 6-1      |
| 1898              | Juliette Atkinson Kathleen Atkinson            | Marie Wimer Carrie Neely                 | 6-1, 2-6, 4-6, 6-1 |
| 1899              | Jane Craven Myrtle McAteer                     | Maud Banks Elizabeth Rastall             | 6-1, 6-1, 7-5      |
| 1900              | Edith Parker Hallie Champlin                   | Marie Wimer Myrtle McAteer               | 9-7, 6-2, 6-2      |
| 1901              | Juliette Atkinson Myrtle McAteer               | Marion Jones Elisabeth Moore             | teruggetrokken     |
| 1902              | Juliette Atkinson Marion Jones                 | Maud Banks Nona Closterman               | 6-2, 7-5           |
| 1903              | Elisabeth Moore Carrie Neely                   | Miriam Hall Marion Jones                 | 8-4, 6-1, 6-1      |
| 1904              | May Sutton Bundy Miriam Hall                   | Elisabeth Moore Carrie Neely             | 3-6, 6-3, 6-3      |
| 1905              | Helen Homans Carrie Neely                      | Marjorie Oberteuffer Virginia Maule      | 6-0, 6-1           |
| 1906              | Ann Burdette Coe Ethel Bliss Platt             | Helen Homans Clover Boldt                | 6-4, 6-4           |
| 1907              | Marie Wimer Carrie Neely                       | Edna Wildey Natalie Wildey               | 6-1, 2-6, 6-4      |
| 1908              | Evelyn Sears Margaret Curtis                   | Carrie Neely Mariam Steever              | 6-3, 5-7, 9-7      |
| 1909              | Hazel Hotchkiss Edith Rotch                    | Dorothy Green Lois Moyes                 | 6-1, 6-1           |
| 1910              | Hazel Hotchkiss Edith Rotch                    | Adelaide Browning Edna Wildey            | 6-4, 6-4           |
| 1911              | Hazel Hotchkiss Eleonora Sears                 | Dorothy Green Florence Sutton            | 6-4, 4-6, 6-2      |
| 1912              | Dorothy Green Mary Browne                      | Maud Barger-Wallach Augusta Schmitz      | 6-2, 5-7, 6-0      |
| 1913              | Mary Browne Louise Riddell Williams            | Dorothy Green Edna Wildey                | 12-10, 2-6, 6-3    |
| 1914              | Mary Browne Louise Riddell Williams            | Louise Hammond-Raymond Edna Wildey       | 10-8, 6-2          |
| 1915              | Hazel Hotchkiss-Wightman Eleonora Sears        | Helen Homans-McLean Augusta Chapman      | 10-8, 6-2          |
| 1916              | Molla Bjurstedt Eleonora Sears                 | Louise Hammond-Raymond Edna Wildey       | 4-6, 6-2, 10-8     |
| 1917              | Molla Bjurstedt Eleonora Sears                 | Phyllis Walsh Grace Moore LeRoy          | 6-2, 6-4           |
| 1918              | Marion Zinderstein Eleanor Goss                | Molla Bjurstedt Anna Rogge               | 7-5, 8-6           |
| 1919              | Marion Zinderstein Eleanor Goss                | Eleonora Sears Hazel Hotchkiss-Wightman  | 10-8, 9-7          |
| 1920              | Marion Zinderstein Eleanor Goss                | Eleanor Tennant Helen Baker              | 6-3, 6-1           |
| 1921              | Mary Browne Louise Riddell Williams            | Helen Gilleaudeau Aletta Bailey Morris   | 6-3, 6-2           |
| 1922              | Marion Zinderstein-Jessup Helen Wills          | Edith Sigourney Molla Bjurstedt-Mallory  | 6-4, 7-9, 6-3      |
| 1923              | Kitty McKane Phyllis Howkins-Covell            | Hazel Hotchkiss-Wightman Eleanor Goss    | 2-6, 6-2, 6-1      |
| 1924              | Hazel Hotchkiss-Wightman Helen Wills           | Eleanor Goss Marion Zinderstein-Jessup   | 6-4, 6-3           |
| 1925              | Mary Browne Helen Wills                        | May Bundy Elizabeth Ryan                 | 6-4, 6-3           |
| 1926              | Elizabeth Ryan Eleanor Goss                    | Mary Browne Charlotte Chapin             | 3-6, 6-4, 12-10    |
| 1927              | Kitty McKane Godfree Ermyntrude Harvey         | Betty Nuthall Joan Fry                   | 6-1, 4-6, 6-4      |
| 1928              | Hazel Hotchkiss-Wightman Helen Wills           | Edith Cross Anna McCune-Harper           | 6-2, 6-2           |
| 1929              | Phoebe Holcroft-Watson Peggy Michell           | Phyllis Covell Dorothy Shepherd-Barron   | 2-6, 6-3, 6-4      |
| 1930              | Betty Nuthall Sarah Palfrey                    | Edith Cross Anna McCune-Harper           | 3-6, 6-3, 7-5      |
| 1931              | Betty Nuthall Eileen Bennett-Whittingstall     | Helen Jacobs Dorothy Round               | 6-2, 6-4           |
| 1932              | Helen Jacobs Sarah Palfrey                     | Edith Cross Anna McCune-Harper           | 3-6, 6-3, 7-5      |
| 1933              | Betty Nuthall Freda James                      | Helen Wills-Moody Elizabeth Ryan         | default            |
| 1934              | Helen Jacobs Sarah Palfrey                     | Carolin Babcock Dorothy Andrus           | 4-6, 6-3, 6-4      |
| 1935              | Helen Jacobs Sarah Palfrey-Fabian              | Carolin Babcock Dorothy Andrus           | 6-4, 6-2           |
| 1936              | Marjorie Gladman-Van Ryn Carolin Babcock-Stark | Helen Jacobs Sarah Palfrey-Fabian        | 9-7, 2-6, 6-4      |
| 1937              | Sarah Palfrey-Fabian Alice Marble              | Marjorie Gladman-Van Ryn Carolin Babcock | 7-5, 6-4           |
| 1938              | Sarah Palfrey-Fabian Alice Marble              | Rene Mathieu Jadwiga Jędrzejowska        | 6-8, 6-4, 6-3      |
| 1939              | Sarah Palfrey-Fabian Alice Marble              | Kay Stammers Freda Hammersley            | 7-5, 8-6           |
| 1940              | Sarah Palfrey Alice Marble                     | Dorothy Bundy Marjorie Gladman-Van Ryn   | 6-4, 6-3           |
| 1941              | Sarah Palfrey-Cooke Margaret Osborne           | Pauline Betz Dorothy Bundy               | 3-6, 6-1, 6-4      |
| 1942              | Louise Brough Margaret Osborne                 | Pauline Betz Doris Hart                  | 2-6, 7-5, 6-0      |
| 1943              | Louise Brough Margaret Osborne                 | Pauline Betz Doris Hart                  | 6-4, 6-3           |
| 1944              | Louise Brough Margaret Osborne                 | Pauline Betz Doris Hart                  | 4-6, 6-4, 6-3      |
| 1945              | Louise Brough Margaret Osborne                 | Pauline Betz Doris Hart                  | 6-3, 6-3           |
| 1946              | Louise Brough Margaret Osborne                 | Mary Prentiss Patricia Canning-Todd      | 6-1, 6-3           |
| 1947              | Louise Brough Margaret Osborne                 | Doris Hart Patricia Canning-Todd         | 5-7, 6-3, 7-5      |
| 1948              | Louise Brough Margaret Osborne-duPont          | Doris Hart Patricia Canning-Todd         | 6-4, 8-10, 6-1     |
| 1949              | Louise Brough Margaret Osborne-duPont          | Doris Hart Shirley Fry                   | 6-4, 10-8          |
| 1950              | Louise Brough Margaret Osborne-duPont          | Doris Hart Shirley Fry                   | 6-2, 6-3           |
| 1951              | Shirley Fry Doris Hart                         | Nancy Chaffee Patricia Canning-Todd      | 6-4, 6-2           |
| 1952              | Shirley Fry Doris Hart                         | Louise Brough Maureen Connolly           | 10-8, 6-4          |
| 1953              | Shirley Fry Doris Hart                         | Louise Brough Margaret Osborne-duPont    | 6-2, 7-9, 9-7      |
| 1954              | Shirley Fry Doris Hart                         | Louise Brough Margaret Osborne-duPont    | 6-4, 6-4           |
| 1955              | Louise Brough Margaret Osborne-duPont          | Doris Hart Shirley Fry                   | 6-3, 1-6, 6-3      |
| 1956              | Louise Brough Margaret Osborne-duPont          | Betty Pratt Shirley Fry                  | 6-3, 6-0           |
| 1957              | Louise Brough Margaret Osborne-duPont          | Althea Gibson Darlene Hard               | 6-2, 7-5           |
| 1958              | Jeanne Arth Darlene Hard                       | Althea Gibson Maria Bueno                | 2-6, 6-3, 6-4      |
| 1959              | Jeanne Arth Darlene Hard                       | Maria Bueno Sally Moore                  | 6-2, 6-3           |
| 1960              | Maria Bueno Darlene Hard                       | Ann Haydon Deidre Catt                   | 6-1, 6-1           |
| 1961              | Darlene Hard Lesley Turner                     | Edda Buding Yola Ramírez                 | 6-4, 5-7, 6-0      |
| 1962              | Maria Bueno Darlene Hard                       | Billie Jean Moffitt Karen Susman         | 4-6, 6-3, 6-2      |
| 1963              | Robyn Ebbern Margaret Smith                    | Darlene Hard Maria Bueno                 | 4-6, 10-8, 6-3     |
| 1964              | Billie Jean King Karen Hantze-Susman           | Margaret Smith Lesley Turner             | 3-6, 6-2, 6-4      |
| 1965              | Carole Caldwell-Graebner Nancy Richey          | Billie Jean Moffitt Karen Susman         | 6-4, 6-4           |
| 1966              | Maria Bueno Nancy Richey                       | Billie Jean Moffitt Rosemary Casals      | 6-3, 6-4           |
| 1967              | Rosemary Casals Billie Jean King               | Mary-Ann Eisel Donna Floyd-Fales         | 4-6, 6-3, 6-4      |
| ↓ open tijdperk ↓ |                                                |                                          |                    |
| 1968              | Maria Bueno Margaret Court                     | Rosemary Casals Billie Jean King         | 4-6, 9-7, 8-6      |
| 1969              | Françoise Dürr Darlene Hard                    | Margaret Court Virginia Wade             | 0-6, 6-3, 6-4      |
| 1970              | Margaret Court Judy Tegart-Dalton              | Rosemary Casals Virginia Wade            | 6-3, 6-4           |
| 1971              | Rosemary Casals Judy Tegart-Dalton             | Gail Sherriff-Chanfreau Françoise Dürr   | 6-3, 6-3           |
| 1972              | Françoise Dürr Betty Stöve                     | Margaret Court Virginia Wade             | 6-3, 1-6, 6-3      |
| 1973              | Margaret Court Virginia Wade                   | Rosemary Casals Billie Jean King         | 3-6, 6-3, 7-5      |
| 1974              | Rosemary Casals Billie Jean King               | Françoise Dürr Betty Stöve               | 7-6, 6-7, 6-4      |
| 1975              | Margaret Court Virginia Wade                   | Rosemary Casals Billie Jean King         | 7-5, 2-6, 7-6      |
| 1976              | Linky Boshoff Ilana Kloss                      | Olga Morozova Virginia Wade              | 6-1, 6-4           |
| 1977              | Martina Navrátilová Betty Stöve                | Renée Richards Betty-Ann Grubb-Stuart    | 6-1, 7-6           |
| 1978              | Billie Jean King Martina Navrátilová           | Kerry Melville-Reid Wendy Turnbull       | 7-6, 6-4           |
| 1979              | Betty Stöve Wendy Turnbull                     | Billie Jean King Martina Navrátilová     | 6-4, 6-3           |
| 1980              | Billie Jean King Martina Navrátilová           | Pam Shriver Betty Stöve                  | 7-6, 7-5           |
| 1981              | Kathy Jordan Anne Smith                        | Rosemary Casals Wendy Turnbull           | 6-3, 6-3           |
| 1982              | Rosemary Casals Wendy Turnbull                 | Barbara Potter Sharon Walsh              | 6-4, 6-4           |
| 1983              | Martina Navrátilová Pam Shriver                | Rosalyn Fairbank Candy Reynolds          | 6-7, 6-1, 6-3      |
| 1984              | Martina Navrátilová Pam Shriver                | Anne Hobbs Wendy Turnbull                | 6-2, 6-4           |
| 1985              | Claudia Kohde-Kilsch Helena Suková             | Martina Navrátilová Pam Shriver          | 6-7, 6-2, 6-3      |
| 1986              | Martina Navrátilová Pam Shriver                | Hana Mandlíková Wendy Turnbull           | 6-4, 3-6, 6-3      |
| 1987              | Martina Navrátilová Pam Shriver                | Kathy Jordan Elizabeth Smylie            | 5-7, 6-4, 6-2      |
| 1988              | Gigi Fernández Robin White                     | Patty Fendick Jill Hetherington          | 6-4, 6-1           |
| 1989              | Hana Mandlíková Martina Navrátilová            | Mary Joe Fernandez Pam Shriver           | 5-7, 6-4, 6-4      |
| 1990              | Gigi Fernández Martina Navrátilová             | Jana Novotná Helena Suková               | 6-2, 6-4           |
| 1991              | Pam Shriver Natallja Zverava                   | Jana Novotná Larisa Savtsjenko           | 6-4, 4-6, 7-6      |
| 1992              | Gigi Fernández Natallja Zverava                | Jana Novotná Larisa Savtsjenko-Neiland   | 7-6, 6-1           |
| 1993              | Arantxa Sánchez Vicario Helena Suková          | Amanda Coetzer Inés Gorrochategui        | 6-4, 6-2           |
| 1994              | Jana Novotná Arantxa Sánchez Vicario           | Katerina Maleeva Robin White             | 6-3, 6-3           |
| 1995              | Gigi Fernández Natallja Zverava                | Brenda Schultz Rennae Stubbs             | 7-5, 6-3           |
| 1996              | Gigi Fernández Natallja Zverava                | Jana Novotná Arantxa Sánchez Vicario     | 1-6, 6-1, 6-4      |
| 1997              | Lindsay Davenport Jana Novotná                 | Gigi Fernández Natallja Zverava          | 6-3, 6-4           |
| 1998              | Martina Hingis Jana Novotná                    | Lindsay Davenport Natallja Zverava       | 6-3, 6-3           |
| 1999              | Serena Williams Venus Williams                 | Chanda Rubin Sandrine Testud             | 4-6, 6-1, 6-4      |
| 2000              | Julie Halard-Decugis Ai Sugiyama               | Cara Black Jelena Lichovtseva            | 6-0, 1-6, 6-1      |
| 2001              | Lisa Raymond Rennae Stubbs                     | Kimberly Po-Messerli Nathalie Tauziat    | 6-2, 5-7, 7-5      |
| 2002              | Virginia Ruano Pascual Paola Suárez            | Jelena Dementjeva Janette Husárová       | 6-2, 6-1           |
| 2003              | Virginia Ruano Pascual Paola Suárez            | Svetlana Koeznetsova Martina Navrátilová | 6-2, 6-2           |
| 2004              | Virginia Ruano Pascual Paola Suárez            | Svetlana Koeznetsova Jelena Lichovtseva  | 6-4, 7-5           |
| 2005              | Lisa Raymond Samantha Stosur                   | Jelena Dementjeva Flavia Pennetta        | 6-2, 5-7, 6-3      |
| 2006              | Nathalie Dechy Vera Zvonarjova                 | Dinara Safina Katarina Srebotnik         | 7-6, 7-5           |
| 2007              | Nathalie Dechy Dinara Safina                   | Chan Yung-jan Chuang Chia-jung           | 6-4, 6-2           |
| 2008              | Cara Black Liezel Huber                        | Lisa Raymond Samantha Stosur             | 6-3, 7-6           |
| 2009              | Serena Williams Venus Williams                 | Cara Black Liezel Huber                  | 6-2, 6-2           |
| 2010              | Vania King Jaroslava Sjvedova                  | Liezel Huber Nadja Petrova               | 2-6, 6-4, 7-6      |
| 2011              | Liezel Huber Lisa Raymond                      | Vania King Jaroslava Sjvedova            | 4-6, 7-6, 7-6      |
| 2012              | Sara Errani Roberta Vinci                      | Andrea Hlaváčková Lucie Hradecká         | 6-4, 6-2           |
| 2013              | Andrea Hlaváčková Lucie Hradecká               | Ashleigh Barty Casey Dellacqua           | 6-7, 6-1, 6-4      |
| 2014              | Jekaterina Makarova Jelena Vesnina             | Martina Hingis Flavia Pennetta           | 2-6, 6-3, 6-2      |
| 2015              | Martina Hingis Sania Mirza                     | Casey Dellacqua Jaroslava Sjvedova       | 6-3, 6-3           |
| 2016              | Bethanie Mattek-Sands Lucie Safárová           | Caroline Garcia Kristina Mladenovic      | 2-6, 7-6, 6-4      |
| 2017              | Chan Yung-jan Martina Hingis                   | Lucie Hradecká Kateřina Siniaková        | 6-3, 6-2           |
| 2018              | Ashleigh Barty Coco Vandeweghe                 | Tímea Babos Kristina Mladenovic          | 3-6, 7-6, 7-6      |
| 2019              | Elise Mertens Aryna Sabalenka                  | Viktoryja Azarenka Ashleigh Barty        | 7-5, 7-5           |
| 2020              | Laura Siegemund Vera Zvonarjova                | Nicole Melichar Xu Yifan                 | 6-4, 6-4           |
| 2021              | Samantha Stosur Zhang Shuai                    | Cori Gauff Caty McNally                  | 6-3, 3-6, 6-3      |
| 2022              | Barbora Krejčíková Kateřina Siniaková          | Taylor Townsend Caty McNally             | 3-6, 7-5, 6-1      |
| 2023              | Gabriela Dabrowski Erin Routliffe              | Laura Siegemund Vera Zvonarjova          | 7-6, 6-3           |
| 2024              | Ljoedmyla Kitsjenok Jeļena Ostapenko           | Kristina Mladenovic Zhang Shuai          | 6-4, 6-3           |

## Gemengd dubbelspel
| Jaar              | Winnaars                                    | Verliezend finalisten                          | Uitslag           |
| ----------------- | ------------------------------------------- | ---------------------------------------------- | ----------------- |
| 1892              | Mabel Cahill Clarence Hobart                | Elisabeth Moore Rodmond V. Beach               | 6-1, 6-3          |
| 1893              | Ellen Roosevelt Clarence Hobart             | Ethel Bankson Robert Willson jr.               | 6-1, 4-6, 10-6    |
| 1894              | Juliette Atkinson Edwin P. Fischer          | Mrs. McFadden Gustav Remak, Jr.                | 6-3, 6-2, 6-1     |
| 1895              | Juliette Atkinson Edwin P. Fischer          | Amy Williams Mantle Fielding                   | 4-6, 8-6, 6-2     |
| 1896              | Juliette Atkinson Edwin P. Fischer          | Amy Williams Mantle Fielding                   | 6-2, 6-3, 6-3     |
| 1897              | Laura Henson D. L. Magruder                 | Maud Banks R. A. Griffin                       | 6-4, 6-3, 7-5     |
| 1898              | Carrie Neely Edwin P. Fischer               | Helen Chapman J. A. Hill                       | 6-2, 6-4, 8-6     |
| 1899              | Elizabeth Rastall Albert L. Hoskins         | Jane Craven James P. Gardner                   | 6-4, 6-0, def.    |
| 1900              | Margaret Hunnewell Alfred Codman            | T. Shaw George Atkinson                        | 11-9, 6-3, 6-1    |
| 1901              | Marion Jones Raymond Little                 | Myrtle McAteer Dr. Clyde Stevens               | 6-4, 6-4, 7-5     |
| 1902              | Elisabeth Moore Wylie Grant                 | Elizabeth Rastall Albert L. Hoskins            | 6-2, 6-1          |
| 1903              | Helen Chapman Harry F. Allen                | Carrie Neely W. H. Rowland                     | 6-4, 7-5          |
| 1904              | Elisabeth Moore Wylie Grant                 | May Sutton F. B. Dallas                        | 6-2, 6-1          |
| 1905              | Augusta Schultz Hobart Clarence Hobart      | Elisabeth Moore Edward Dewhurst                | 6-2, 6-4          |
| 1906              | Sarah Coffin Edward Dewhurst                | Margaret Johnson J. B. Johnson                 | 6-3, 7-5          |
| 1907              | May Sayers Wallace F. Johnson               | Natalie Wildey Herbert Tilden                  | 6-1, 7-5          |
| 1908              | Nathaniel Niles Edith Rotch                 | Raymond Little Louise Hammond                  | 6-4, 4-6, 6-4     |
| 1909              | Hazel Hotchkiss Wallace F. Johnson          | Raymond Little Louise Hammond                  | 6-2, 6-0          |
| 1910              | Hazel Hotchkiss Joseph R. Carpenter         | Herbert Tilden Edna Wildey                     | 6-2, 6-2          |
| 1911              | Hazel Hotchkiss Wallace F. Johnson          | Herbert Tilden Edna Wildey                     | 6-4, 6-4          |
| 1912              | Mary Browne Richard Norris Williams         | William Clothier Eleonora Sears                | 6-4, 2-6, 11-9    |
| 1913              | Mary Browne Bill Tilden                     | C. S. Rogers Dorothy Green                     | 7-5, 7-5          |
| 1914              | Mary Browne Bill Tilden                     | J. R. Rowland Margaretta Myers                 | 6-1, 6-4          |
| 1915              | Hazel Hotchkiss-Wightman Harry C. Johnson   | Irving Wright Molla Bjurstedt                  | 6-0, 6-1          |
| 1916              | Eleonora Sears Willis E. Davis              | Florence Ballin Bill Tilden                    | 6-4, 7-5          |
| 1917              | Molla Bjurstedt Irving Wright               | Florence Ballin Bill Tilden                    | 10-12, 6-1, 6-3   |
| 1918              | Hazel Hotchkiss-Wightman Irving Wright      | Molla Bjurstedt Fred Alexander                 | 6-2, 6-3          |
| 1919              | Marion Zinderstein Vincent Richards         | Florence Ballin Bill Tilden                    | 2-6, 11-9, 6-2    |
| 1920              | Hazel Hotchkiss-Wightman Wallace F. Johnson | Molla Bjurstedt-Mallory Craig Biddle           | 6-4, 6-3          |
| 1921              | Mary Browne Bill Johnston                   | Molla Bjurstedt-Mallory Bill Tilden            | 3-6, 6-4, 6-3     |
| 1922              | Molla Bjurstedt-Mallory Bill Tilden         | Helen Wills Howard Kinsey                      | 6-4, 6-3          |
| 1923              | Molla Bjurstedt-Mallory Bill Tilden         | Kitty McKane John Hawkes                       | 6-3, 2-6, 10-8    |
| 1924              | Helen Wills Vincent Richards                | Molla Bjurstedt-Mallory Bill Tilden            | 6-8, 7-5, 6-0     |
| 1925              | Kitty McKane John Hawkes                    | Ermyntrude Harvey Vincent Richards             | 6-2, 6-4          |
| 1926              | Elizabeth Ryan Jean Borotra                 | René Lacoste Hazel Hotchkiss-Wightman          | 6-4, 7-5          |
| 1927              | Eileen Bennett Henri Cochet                 | René Lacoste Hazel Hotchkiss-Wightman          | 6-2, 6-0, 6-3     |
| 1928              | Helen Wills John Hawkes                     | Edith Cross Edgar Moon                         | 6-1, 6-3          |
| 1929              | Betty Nuthall George Lott                   | Phyllis Covell Bunny Austin                    | 6-3, 6-3          |
| 1930              | Edith Cross Wilmer Allison                  | Frank Shields Marjorie Morrill                 | 6-4, 6-4          |
| 1931              | Betty Nuthall George Lott                   | Wilmer Allison Anna McCune-Harper              | 6-3, 6-3          |
| 1932              | Sarah Palfrey Fred Perry                    | Ellsworth Vines Helen Jacobs                   | 6-3, 7-5          |
| 1933              | Elizabeth Ryan Ellsworth Vines              | Sarah Palfrey George Lott                      | 11-9, 6-1         |
| 1934              | Helen Jacobs George Lott                    | Elizabeth Ryan Lester Stoefen                  | 4-6, 13-11, 6-2   |
| 1935              | Sarah Palfrey-Fabian Enrique Maier          | Kay Stammers Roderich Menzel                   | 6-4, 4-6, 6-3     |
| 1936              | Alice Marble Gene Mako                      | Sarah Palfrey-Fabian Don Budge                 | 6-3, 6-2          |
| 1937              | Sarah Palfrey-Fabian Don Budge              | Sylvia Henrotin Yvon Petra                     | 6-2, 8-10, 6-0    |
| 1938              | Alice Marble Don Budge                      | Thelma Coyne-Long John Bromwich                | 6-1, 6-2          |
| 1939              | Alice Marble Harry Hopman                   | Sarah Palfrey-Fabian Elwood Cooke              | 9-7, 6-1          |
| 1940              | Alice Marble Bobby Riggs                    | Dorothy Bundy Jack Kramer                      | 9-7, 6-1          |
| 1941              | Sarah Palfrey-Cooke Jack Kramer             | Pauline Betz Robert Riggs                      | 4-6, 6-4, 6-4     |
| 1942              | Louise Brough Frederick R. Schroeder, Jr.   | Patricia Canning-Todd Alejo Russell            | 3-6, 6-1, 6-4     |
| 1943              | Margaret Osborne William F. Talbert         | Pauline Betz Pancho Segura                     | 10-8, 6-4         |
| 1944              | Margaret Osborne William F. Talbert         | Dorothy Bundy Don McNeill                      | 6-2, 6-3          |
| 1945              | Margaret Osborne William F. Talbert         | Doris Hart Robert Falkenburg                   | 6-4, 6-4          |
| 1946              | Margaret Osborne William F. Talbert         | Louise Brough Robert Kimbrell                  | 6-3, 6-4          |
| 1947              | Louise Brough John Bromwich                 | Gussie Moran Pancho Segura                     | 6-3, 6-1          |
| 1948              | Louise Brough Tom Brown                     | Margaret Osborne-duPont William F. Talbert     | 6-4, 6-4          |
| 1949              | Louise Brough Eric Sturgess                 | Margaret Osborne-duPont William F. Talbert     | 4-6, 6-3, 7-5     |
| 1950              | Margaret Osborne-duPont Ken McGregor        | Doris Hart Frank Sedgman                       | 6-4, 3-6, 6-3     |
| 1951              | Doris Hart Frank Sedgman                    | Shirley Fry Mervyn Rose                        | 6-3, 6-2          |
| 1952              | Doris Hart Frank Sedgman                    | Thelma Coyne-Long Lew Hoad                     | 6-3, 7-5          |
| 1953              | Doris Hart Vic Seixas                       | Julia Sampson Rex Hartwig                      | 6-2, 4-6, 6-4     |
| 1954              | Doris Hart Vic Seixas                       | Margaret Osborne-duPont Ken Rosewall           | 4-6, 6-1, 6-1     |
| 1955              | Doris Hart Vic Seixas                       | Shirley Fry Lew Hoad                           | 9-7, 6-1          |
| 1956              | Margaret Osborne-duPont Ken Rosewall        | Darlene Hard Lew Hoad                          | 9-7, 6-1          |
| 1957              | Althea Gibson Kurt Nielsen                  | Darlene Hard Robert Howe                       | 6-3, 9-7          |
| 1958              | Margaret Osborne-duPont Neale Fraser        | Maria Bueno Alex Olmedo                        | 6-3, 3-6, 9-7     |
| 1959              | Margaret Osborne-duPont Neale Fraser        | Janet Hopps Bob Mark                           | 7-5, 13-15, 6-2   |
| 1960              | Margaret Osborne-duPont Neale Fraser        | Maria Bueno Antonio Palafox                    | 6-3, 6-2          |
| 1961              | Margaret Court Bob Mark                     | Darlene Hard Dennis Ralston                    | def.              |
| 1962              | Margaret Court Fred Stolle                  | Lesley Turner Frank Froehling                  | 7-5, 6-2          |
| 1963              | Margaret Court Ken Fletcher                 | Judy Tegart Ed Rubinoff                        | 3-6, 8-6, 6-2     |
| 1964              | Margaret Court John Newcombe                | Judy Tegart Ed Rubinoff                        | 10-6, 4-6, 6-3    |
| 1965              | Margaret Court Fred Stolle                  | Judy Tegart Frank Froehling                    | 6-2, 6-2          |
| 1966              | Donna Floyd-Fales Owen Davidson             | Carol Aucamp Ed Rubinoff                       | 6-1, 6-3          |
| 1967              | Billie Jean King Owen Davidson              | Rosie Casals Stan Smith                        | 6-3, 6-2          |
| ↓ open tijdperk ↓ |                                             |                                                |                   |
| 1968              | Mary-Ann Eisel Peter Curtis                 | Tory Fretz Gerry Perry                         | 6-4, 7-5          |
| 1969              | Margaret Court Marty Riessen                | Françoise Dürr Dennis Ralston                  | 6-4, 7-5          |
| 1970              | Margaret Court Marty Riessen                | Judy Tegart-Dalton Frew McMillan               | 6-4, 6-4          |
| 1971              | Billie Jean King Owen Davidson              | Betty Stöve Robert Maud                        | 6-3, 7-5          |
| 1972              | Margaret Court Marty Riessen                | Rosie Casals Ilie Năstase                      | 6-3, 7-5          |
| 1973              | Billie Jean King Owen Davidson              | Margaret Court Marty Riessen                   | 6-3, 3-6, 7-6     |
| 1974              | Pam Teeguarden Geoff Masters                | Chris Evert Jimmy Connors                      | 6-1, 7-6          |
| 1975              | Rosie Casals Dick Stockton                  | Billie Jean King Fred Stolle                   | 6-3, 7-6          |
| 1976              | Billie Jean King Phil Dent                  | Betty Stöve Frew McMillan                      | 3-6, 6-2, 7-5     |
| 1977              | Betty Stöve Frew McMillan                   | Billie Jean King Vitas Gerulaitis              | 6-2, 3-6, 6-3     |
| 1978              | Betty Stöve Frew McMillan                   | Billie Jean King Ray Ruffels                   | 6-3, 7-6          |
| 1979              | Greer Stevens Bob Hewitt                    | Betty Stöve Frew McMillan                      | 6-3, 7-5          |
| 1980              | Wendy Turnbull Marty Riessen                | Betty Stöve Frew McMillan                      | 7-5, 6-2          |
| 1981              | Anne Smith Kevin Curren                     | JoAnne Russell Steve Denton                    | 6-4, 7-6          |
| 1982              | Anne Smith Kevin Curren                     | Barbara Potter Ferdi Taygan                    | 6-7, 7-6, 7-6     |
| 1983              | Elizabeth Sayers John Fitzgerald            | Barbara Potter Ferdi Taygan                    | 3-6, 6-3, 6-4     |
| 1984              | Manuela Maleeva Tom Gullikson               | Elizabeth Sayers John Fitzgerald               | 2-6, 7-5, 6-4     |
| 1985              | Martina Navrátilová Heinz Günthardt         | Elizabeth Smylie John Fitzgerald               | 6-3, 6-4          |
| 1986              | Raffaella Reggi Sergio Casal                | Martina Navrátilová Peter Fleming              | 6-4, 6-4          |
| 1987              | Martina Navrátilová Emilio Sánchez Vicario  | Betsy Nagelsen Paul Annacone                   | 6-4, 6-7, 7-6     |
| 1988              | Jana Novotná Jim Pugh                       | Elizabeth Smylie Patrick McEnroe               | 7-5, 6-3          |
| 1989              | Robin White Shelby Cannon                   | Meredith McGrath Rick Leach                    | 3-6, 6-2, 7-5     |
| 1990              | Elizabeth Smylie Todd Woodbridge            | Natallja Zverava Jim Pugh                      | 6-4, 6-2          |
| 1991              | Manon Bollegraf Tom Nijssen                 | Arantxa Sánchez Vicario Emilio Sánchez Vicario | 6-2, 7-6          |
| 1992              | Nicole Provis Mark Woodforde                | Helena Suková Tom Nijssen                      | 4-6, 6-3, 6-3     |
| 1993              | Helena Suková Todd Woodbridge               | Martina Navrátilová Mark Woodforde             | 6-3, 7-6          |
| 1994              | Elna Reinach Patrick Galbraith              | Jana Novotná Todd Woodbridge                   | 6-2, 6-4          |
| 1995              | Meredith McGrath Matt Lucena                | Gigi Fernández Cyril Suk                       | 6-4, 6-4          |
| 1996              | Lisa Raymond Patrick Galbraith              | Manon Bollegraf Rick Leach                     | 7-6, 7-6          |
| 1997              | Manon Bollegraf Rick Leach                  | Mercedes Paz Pablo Albano                      | 3-6, 7-5, 7-6     |
| 1998              | Serena Williams Maks Mirni                  | Lisa Raymond Patrick Galbraith                 | 6-2, 6-2          |
| 1999              | Ai Sugiyama Mahesh Bhupathi                 | Kimberly Po Donald Johnson                     | 6-4, 6-4          |
| 2000              | Arantxa Sánchez Vicario Jared Palmer        | Anna Koernikova Maks Mirni                     | 6-4, 6-3          |
| 2001              | Rennae Stubbs Todd Woodbridge               | Lisa Raymond Leander Paes                      | 6-4, 5-7, 7-6     |
| 2002              | Lisa Raymond Mike Bryan                     | Katarina Srebotnik Bob Bryan                   | 7-6, 7-6          |
| 2003              | Katarina Srebotnik Bob Bryan                | Lina Krasnoroetskaja Daniel Nestor             | 5-7, 7-5, 7-6     |
| 2004              | Vera Zvonarjova Bob Bryan                   | Alicia Molik Todd Woodbridge                   | 6-3, 6-4          |
| 2005              | Daniela Hantuchová Mahesh Bhupathi          | Katarina Srebotnik Nenad Zimonjić              | 6-4, 6-2          |
| 2006              | Martina Navrátilová Bob Bryan               | Květa Peschke Martin Damm                      | 6-2, 6-3          |
| 2007              | Viktoryja Azarenka Maks Mirni               | Meghann Shaughnessy Leander Paes               | 6-4, 7-6          |
| 2008              | Cara Black Leander Paes                     | Liezel Huber Jamie Murray                      | 7-6, 6-4          |
| 2009              | Carly Gullickson Travis Parrott             | Cara Black Leander Paes                        | 6-2, 6-4          |
| 2010              | Liezel Huber Bob Bryan                      | Květa Peschke Aisam-ul-Haq Qureshi             | 6-4, 6-4          |
| 2011              | Melanie Oudin Jack Sock                     | Gisela Dulko Eduardo Schwank                   | 7-6, 4-6, [10-8]  |
| 2012              | Jekaterina Makarova Bruno Soares            | Květa Peschke Marcin Matkowski                 | 6-7, 6-1, [12-10] |
| 2013              | Andrea Hlaváčková Maks Mirni                | Abigail Spears Santiago González               | 7-6, 6-3          |
| 2014              | Sania Mirza Bruno Soares                    | Abigail Spears Santiago González               | 6-1, 2-6, [11-9]  |
| 2015              | Martina Hingis Leander Paes                 | Bethanie Mattek-Sands Sam Querrey              | 6-4, 3-6, [10-7]  |
| 2016              | Laura Siegemund Mate Pavić                  | Coco Vandeweghe Rajeev Ram                     | 6-4, 6-4          |
| 2017              | Martina Hingis Jamie Murray                 | Chan Hao-ching Michael Venus                   | 6-1, 4-6, [10-8]  |
| 2018              | Bethanie Mattek-Sands Jamie Murray          | Alicja Rosolska Nikola Mektić                  | 2-6, 6-3, [11-9]  |
| 2019              | Bethanie Mattek-Sands Jamie Murray          | Chan Hao-ching Michael Venus                   | 6-2, 6-3          |
| 2020              | geen toernooi                               | geen toernooi                                  | geen toernooi     |
| 2021              | Desirae Krawczyk Joe Salisbury              | Giuliana Olmos Marcelo Arévalo                 | 7-5, 6-2          |
| 2022              | Storm Sanders John Peers                    | Kirsten Flipkens Édouard Roger-Vasselin        | 4-6, 6-4, [10-7]  |
| 2023              | Anna Danilina Harri Heliövaara              | Jessica Pegula Austin Krajicek                 | 6-3, 6-4          |
| 2024              | Sara Errani Andrea Vavassori                | Taylor Townsend Donald Young                   | 7-6, 7-5          |

## Rolstoeltennis

### Rolstoelmannenenkelspel
| Jaar | Winnaar                                            | Verliezend finalist                                | Uitslag                                            |
| ---- | -------------------------------------------------- | -------------------------------------------------- | -------------------------------------------------- |
| 2005 | Robin Ammerlaan                                    | Michaël Jérémiasz                                  | 6–1, 6–3                                           |
| 2006 | Robin Ammerlaan                                    | Michaël Jérémiasz                                  | 6–7(1), 6–3, 7–5                                   |
| 2007 | Shingo Kunieda                                     | Robin Ammerlaan                                    | 6–2, 6–2                                           |
| 2008 | Niet gehouden vanwege de Paralympische Zomerspelen | Niet gehouden vanwege de Paralympische Zomerspelen | Niet gehouden vanwege de Paralympische Zomerspelen |
| 2009 | Shingo Kunieda                                     | Maikel Scheffers                                   | 6–0, 6–0                                           |
| 2010 | Shingo Kunieda                                     | Nicolas Peifer                                     | teruggetrokken                                     |
| 2011 | Shingo Kunieda                                     | Stéphane Houdet                                    | 3–6, 6–1, 6–0                                      |
| 2012 | Niet gehouden vanwege de Paralympische Zomerspelen | Niet gehouden vanwege de Paralympische Zomerspelen | Niet gehouden vanwege de Paralympische Zomerspelen |
| 2013 | Stéphane Houdet                                    | Shingo Kunieda                                     | 6–2, 6–4                                           |
| 2014 | Shingo Kunieda                                     | Gustavo Fernández                                  | 7–6(0), 6–4                                        |
| 2015 | Shingo Kunieda                                     | Stéphane Houdet                                    | 6–7(4), 6–3, 6–2                                   |
| 2016 | Niet gehouden vanwege de Paralympische Zomerspelen | Niet gehouden vanwege de Paralympische Zomerspelen | Niet gehouden vanwege de Paralympische Zomerspelen |
| 2017 | Stéphane Houdet                                    | Alfie Hewett                                       | 6–2, 4–6, 6–3                                      |
| 2018 | Alfie Hewett                                       | Shingo Kunieda                                     | 6–3, 7–5                                           |
| 2019 | Shingo Kunieda                                     | Stéphane Houdet                                    | 7–6(9), 7–6(5)                                     |
| 2020 | Shingo Kunieda                                     | Alfie Hewett                                       | 6–3, 3–6, 7–6(3)                                   |
| 2021 | Shingo Kunieda                                     | Alfie Hewett                                       | 6–1, 6–4                                           |
| 2022 | Alfie Hewett                                       | Shingo Kunieda                                     | 7–6(2), 6–1                                        |
| 2023 | Alfie Hewett                                       | Gordon Reid                                        | 6–4, 6–3                                           |
| 2024 | Niet gehouden vanwege de Paralympische Zomerspelen | Niet gehouden vanwege de Paralympische Zomerspelen | Niet gehouden vanwege de Paralympische Zomerspelen |

### Rolstoelvrouwenenkelspel
| Jaar | Winnares                                           | Verliezend finaliste                               | Uitslag                                            |
| ---- | -------------------------------------------------- | -------------------------------------------------- | -------------------------------------------------- |
| 2005 | Esther Vergeer                                     | Korie Homan                                        | 6–2, 6–1                                           |
| 2006 | Esther Vergeer                                     | Sharon Walraven                                    | 6–2, 6–2                                           |
| 2007 | Esther Vergeer                                     | Florence Gravellier                                | 6–3, 6–1                                           |
| 2008 | Niet gehouden vanwege de Paralympische Zomerspelen | Niet gehouden vanwege de Paralympische Zomerspelen | Niet gehouden vanwege de Paralympische Zomerspelen |
| 2009 | Esther Vergeer                                     | Korie Homan                                        | 6-0, 6-0                                           |
| 2010 | Esther Vergeer                                     | Daniela di Toro                                    | 6-0, 6-0                                           |
| 2011 | Esther Vergeer                                     | Aniek van Koot                                     | 6-2, 6-1                                           |
| 2012 | Niet gehouden vanwege de Paralympische Zomerspelen | Niet gehouden vanwege de Paralympische Zomerspelen | Niet gehouden vanwege de Paralympische Zomerspelen |
| 2013 | Aniek van Koot                                     | Sabine Ellerbrock                                  | 3-6 6-2 7-6(3)                                     |
| 2014 | Yui Kamiji                                         | Aniek van Koot                                     | 6-3, 6-3                                           |
| 2015 | Jordanne Whiley                                    | Yui Kamiji                                         | 6-4 0-6 6-1                                        |
| 2016 | Niet gehouden vanwege de Paralympische Zomerspelen | Niet gehouden vanwege de Paralympische Zomerspelen | Niet gehouden vanwege de Paralympische Zomerspelen |
| 2017 | Yui Kamiji                                         | Diede de Groot                                     | 7-5 6-2                                            |
| 2018 | Diede de Groot                                     | Yui Kamiji                                         | 6-2 6-3                                            |
| 2019 | Diede de Groot                                     | Yui Kamiji                                         | 4-6 6-1 6-4                                        |
| 2020 | Diede de Groot                                     | Yui Kamiji                                         | 6-3, 6-3                                           |
| 2021 | Diede de Groot                                     | Yui Kamiji                                         | 6-3, 6-2                                           |
| 2022 | Diede de Groot                                     | Yui Kamiji                                         | 3-6, 6-1, 6-1                                      |
| 2023 | Diede de Groot                                     | Yui Kamiji                                         | 6-4, 6-3                                           |
| 2024 | Niet gehouden vanwege de Paralympische Zomerspelen | Niet gehouden vanwege de Paralympische Zomerspelen | Niet gehouden vanwege de Paralympische Zomerspelen |

### Quad-enkelspel
| Jaar | Winnaars                                           | Verliezend finalisten                              | Uitslag                                            |
| ---- | -------------------------------------------------- | -------------------------------------------------- | -------------------------------------------------- |
| 2007 | Peter Norfolk                                      | David Wagner                                       | 7-6(5), 6-2                                        |
| 2008 | Niet gehouden vanwege de Paralympische Zomerspelen | Niet gehouden vanwege de Paralympische Zomerspelen | Niet gehouden vanwege de Paralympische Zomerspelen |
| 2009 | David Wagner                                       | Peter Norfolk                                      | 6-3, 3-6, 6-3                                      |
| 2010 | David Wagner                                       | Peter Norfolk                                      | 6-0, 2-6, 6-3                                      |
| 2011 | Peter Norfolk                                      | David Wagner                                       | 7-5 3-1, opgave                                    |
| 2012 | Niet gehouden vanwege de Paralympische Zomerspelen | Niet gehouden vanwege de Paralympische Zomerspelen | Niet gehouden vanwege de Paralympische Zomerspelen |
| 2013 | Lucas Sithole                                      | David Wagner                                       | 3-6, 6-4, 6-4                                      |
| 2014 | Andy Lapthorne                                     | David Wagner                                       | 7–5, 6–2                                           |
| 2015 | Dylan Alcott                                       | David Wagner                                       | 6-1, 4-6, 7-5                                      |
| 2016 | Niet gehouden vanwege de Paralympische Zomerspelen | Niet gehouden vanwege de Paralympische Zomerspelen | Niet gehouden vanwege de Paralympische Zomerspelen |
| 2017 | David Wagner                                       | Andy Lapthorne                                     | 7-5, 3-6, 6-4                                      |
| 2018 | Dylan Alcott                                       | David Wagner                                       | 7-5, 6-2                                           |
| 2019 | Andy Lapthorne                                     | Dylan Alcott                                       | 6-1, 6-0                                           |
| 2020 | Sam Schröder                                       | Dylan Alcott                                       | 7-6(5), 0-6, 6-4                                   |
| 2021 | Dylan Alcott                                       | Niels Vink                                         | 7–5, 6–2                                           |
| 2022 | Niels Vink                                         | Sam Schröder                                       | 7–5, 6–3                                           |
| 2023 | Sam Schröder                                       | Niels Vink                                         | 6–3, 7–5                                           |
| 2024 | Niet gehouden vanwege de Paralympische Zomerspelen | Niet gehouden vanwege de Paralympische Zomerspelen | Niet gehouden vanwege de Paralympische Zomerspelen |

### Rolstoelmannendubbelspel
| Jaar | Winnaars                                           | Verliezend finalisten                              | Uitslag                                            |
| ---- | -------------------------------------------------- | -------------------------------------------------- | -------------------------------------------------- |
| 2005 | Robin Ammerlaan Michael Jeremiasz                  | David Hall Jayant Mistry                           | 6-1, 6-2                                           |
| 2006 | Robin Ammerlaan Michael Jeremiasz                  | Tadeusz Kruszelnicki Shingo Kunieda                | 7-6(2), 6-1                                        |
| 2007 | Shingo Kunieda Satoshi Saida                       | Robin Ammerlaan Michael Jeremiasz                  | 6-3, 6-2                                           |
| 2008 | Niet gehouden vanwege de Paralympische Zomerspelen | Niet gehouden vanwege de Paralympische Zomerspelen | Niet gehouden vanwege de Paralympische Zomerspelen |
| 2009 | Stéphane Houdet Stefan Olsson                      | Maikel Scheffers Ronald Vink                       | 6-4, 4-6, 6-4                                      |
| 2010 | Maikel Scheffers Ronald Vink                       | Nicolas Peifer Jon Rydberg                         | 6-0, 6-0                                           |
| 2011 | Stéphane Houdet Nicolas Peifer                     | Maikel Scheffers Ronald Vink                       | 6-3, 6-1                                           |
| 2012 | Niet gehouden vanwege de Paralympische Zomerspelen | Niet gehouden vanwege de Paralympische Zomerspelen | Niet gehouden vanwege de Paralympische Zomerspelen |
| 2013 | Michaël Jérémiasz Maikel Scheffers                 | Gustavo Fernández Joachim Gérard                   | 6-0 4-6 6-3                                        |
| 2014 | Stéphane Houdet Shingo Kunieda                     | Gordon Reid Maikel Scheffers                       | 6-2 2-6 7-6(4)                                     |
| 2015 | Stéphane Houdet Gordon Reid                        | Michaël Jérémiasz Nicolas Peifer                   | 6-3, 6-1                                           |
| 2016 | Niet gehouden vanwege de Paralympische Zomerspelen | Niet gehouden vanwege de Paralympische Zomerspelen | Niet gehouden vanwege de Paralympische Zomerspelen |
| 2017 | Alfie Hewett Gordon Reid                           | Stéphane Houdet Nicolas Peifer                     | 7-5, 6-4                                           |
| 2018 | Alfie Hewett Gordon Reid                           | Stéphane Houdet Nicolas Peifer                     | 5-7 6-3 [11-9]                                     |
| 2019 | Alfie Hewett Gordon Reid                           | Gustavo Fernández Shingo Kunieda                   | 1-6 6-4 [11-9]                                     |
| 2020 | Alfie Hewett Gordon Reid                           | Stéphane Houdet Nicolas Peifer                     | 6-4, 6-1                                           |
| 2021 | Alfie Hewett Gordon Reid                           | Gustavo Fernández Shingo Kunieda                   | 6-2, 6-1                                           |
| 2022 | Martín de la Puente Nicolas Peifer                 | Alfie Hewett Gordon Reid                           | 4-6, 7-5, [10-6]                                   |
| 2023 | Stéphane Houdet Takashi Sanada                     | Takuya Miki Tokito Oda                             | 6-4, 6-4                                           |
| 2024 | Niet gehouden vanwege de Paralympische Zomerspelen | Niet gehouden vanwege de Paralympische Zomerspelen | Niet gehouden vanwege de Paralympische Zomerspelen |

### Rolstoelvrouwendubbelspel
| Jaar | Winnaars                                           | Verliezend finalisten                              | Uitslag                                            |
| ---- | -------------------------------------------------- | -------------------------------------------------- | -------------------------------------------------- |
| 2005 | Korie Homan Esther Vergeer                         | Beth Arnoult-Ritthaler Jan Proctor                 | 6-3, 6-1                                           |
| 2006 | Jiske Griffioen Esther Vergeer                     | Korie Homan Maaike Smit                            | 6–4, 6–4                                           |
| 2007 | Jiske Griffioen Esther Vergeer                     | Korie Homan Sharon Walraven                        | 6–1, 6–1                                           |
| 2008 | Niet gehouden vanwege de Paralympische Zomerspelen | Niet gehouden vanwege de Paralympische Zomerspelen | Niet gehouden vanwege de Paralympische Zomerspelen |
| 2009 | Korie Homan Esther Vergeer                         | Daniela Di Toro Florence Gravellier                | 6–2, 6–2                                           |
| 2010 | Esther Vergeer Sharon Walraven                     | Daniela Di Toro Aniek van Koot                     | 6–3, 6-3                                           |
| 2011 | Esther Vergeer Sharon Walraven                     | Jiske Griffioen Aniek van Koot                     | 7-5, 6-7(8), 6-4                                   |
| 2012 | Niet gehouden vanwege de Paralympische Zomerspelen | Niet gehouden vanwege de Paralympische Zomerspelen | Niet gehouden vanwege de Paralympische Zomerspelen |
| 2013 | Jiske Griffioen Aniek van Koot                     | Sabine Ellerbrock Yui Kamiji                       | 6-4, 6-3                                           |
| 2014 | Yui Kamiji Jordanne Whiley                         | Jiske Griffioen Aniek van Koot                     | 6-4, 3-6, 6-3                                      |
| 2015 | Jiske Griffioen Aniek van Koot                     | Marjolein Buis Sabine Ellerbrock                   | 7-6(3), 6-1                                        |
| 2016 | Niet gehouden vanwege de Paralympische Zomerspelen | Niet gehouden vanwege de Paralympische Zomerspelen | Niet gehouden vanwege de Paralympische Zomerspelen |
| 2017 | Marjolein Buis Diede de Groot                      | Dana Mathewson Aniek van Koot                      | 6–4, 6–3                                           |
| 2018 | Yui Kamiji Diede de Groot                          | Marjolein Buis Aniek van Koot                      | 6–3, 6–4                                           |
| 2019 | Diede de Groot Aniek van Koot                      | Sabine Ellerbrock Kgothatso Montjane               | 6–2, 6–0                                           |
| 2020 | Yui Kamiji Jordanne Whiley                         | Marjolein Buis Diede de Groot                      | 6–3, 6–3                                           |
| 2021 | Diede de Groot Aniek van Koot                      | Yui Kamiji Jordanne Whiley                         | 6–1, 6–2                                           |
| 2022 | Diede de Groot Aniek van Koot                      | Yui Kamiji Kgothatso Montjane                      | 6–2, 6–2                                           |
| 2023 | Yui Kamiji Kgothatso Montjane                      | Jiske Griffioen Diede de Groot                     | forfait                                            |
| 2024 | Niet gehouden vanwege de Paralympische Zomerspelen | Niet gehouden vanwege de Paralympische Zomerspelen | Niet gehouden vanwege de Paralympische Zomerspelen |

### Quad-dubbelspel
| Jaar | Winnaars                                           | Verliezend finalisten                              | Uitslag                                            |
| ---- | -------------------------------------------------- | -------------------------------------------------- | -------------------------------------------------- |
| 2007 | Nick Taylor David Wagner                           | Sarah Hunter Peter Norfolk                         | 6-1, 4-6, 6-0                                      |
| 2008 | Niet gehouden vanwege de Paralympische Zomerspelen | Niet gehouden vanwege de Paralympische Zomerspelen | Niet gehouden vanwege de Paralympische Zomerspelen |
| 2009 | Nick Taylor David Wagner                           | Johan Andersson Peter Norfolk                      | 6-1, 6-7(5), 6-3                                   |
| 2010 | Nick Taylor David Wagner                           | Johan Andersson Peter Norfolk                      | 6−2, 7−6(5)                                        |
| 2011 | Nick Taylor David Wagner                           | Peter Norfolk Noam Gershony                        | teruggetrokken                                     |
| 2012 | Niet gehouden vanwege de Paralympische Zomerspelen | Niet gehouden vanwege de Paralympische Zomerspelen | Niet gehouden vanwege de Paralympische Zomerspelen |
| 2013 | Nick Taylor David Wagner                           | Andy Lapthorne Lucas Sithole                       | 6-0, 2-6, 6-3                                      |
| 2014 | Nick Taylor David Wagner                           | Dylan Alcott Lucas Sithole                         | 6–3, 7–5                                           |
| 2015 | Nick Taylor David Wagner                           | Dylan Alcott Andy Lapthorne                        | 4-6, 6-2 [10-7]                                    |
| 2016 | Niet gehouden vanwege de Paralympische Zomerspelen | Niet gehouden vanwege de Paralympische Zomerspelen | Niet gehouden vanwege de Paralympische Zomerspelen |
| 2017 | Andy Lapthorne David Wagner                        | Dylan Alcott Bryan Barten                          | 7–5, 6–2                                           |
| 2018 | Andy Lapthorne David Wagner                        | Dylan Alcott Bryan Barten                          | 3-6, 6-0, [10-4]                                   |
| 2019 | Dylan Alcott Andy Lapthorne                        | Bryan Barten David Wagner                          | 6-7(5), 6-1, [10-6]                                |
| 2020 | Dylan Alcott Andy Lapthorne                        | Sam Schröder David Wagner                          | 3-6 6-4 [10-8]                                     |
| 2021 | Sam Schröder Niels Vink                            | Dylan Alcott Heath Davidson                        | 6–3, 6–2                                           |
| 2022 | Sam Schröder Niels Vink                            | Robert Shaw David Wagner                           | 6–1, 6–2                                           |
| 2023 | Sam Schröder Niels Vink                            | Andy Lapthorne Donald Ramphadi                     | 6–1, 6–2                                           |
| 2024 | Niet gehouden vanwege de Paralympische Zomerspelen | Niet gehouden vanwege de Paralympische Zomerspelen | Niet gehouden vanwege de Paralympische Zomerspelen |

## Junioren

### Jongensenkelspel
| Jaar | Winnaar                                                   | Verliezend finalist                                       | Uitslag                                                   |
| ---- | --------------------------------------------------------- | --------------------------------------------------------- | --------------------------------------------------------- |
| 1973 | Billy Martin                                              | Colin Dowdeswell                                          | 4-6, 6-3, 6-3                                             |
| 1974 | Billy Martin                                              | Ferdi Taygan                                              | 6-4, 6-2                                                  |
| 1975 | Howard Schoenfield                                        | Chris Lewis                                               | 6-4, 6-3                                                  |
| 1976 | Ricardo Ycaza                                             | José Luis Clerc                                           | 6-4, 5-7, 6-0                                             |
| 1977 | Van Winitsky                                              | Eliot Teltscher                                           | 6-4, 6-4                                                  |
| 1978 | Per Hjertquist                                            | Stefan Simonsson                                          | 7-6, 1-6, 7-6                                             |
| 1979 | Scott Davis                                               | Jan Gunnarson                                             | 6-3, 6-1                                                  |
| 1980 | Mike Falberg                                              | Eric Wilborts                                             | 6-7, 6-3, 6-3                                             |
| 1981 | Thomas Högstedt                                           | Hans Schwaier                                             | 7-5, 6-3                                                  |
| 1982 | Pat Cash                                                  | Guy Forget                                                | 6-3, 6-3                                                  |
| 1983 | Stefan Edberg                                             | Simon Youl                                                | 6-2, 6-4                                                  |
| 1984 | Mark Kratzmann                                            | Boris Becker                                              | 6-3, 7-6                                                  |
| 1985 | Tim Trigueiro                                             | Joey Blake                                                | 6-2, 6-3                                                  |
| 1986 | Javier Sánchez                                            | Franco Davín                                              | 6-2, 6-2                                                  |
| 1987 | David Wheaton                                             | Andrej Tsjerkasov                                         | 7-6, 6-0                                                  |
| 1988 | Nicolás Pereira                                           | Nicklas Kulti                                             | 6-1, 6-2                                                  |
| 1989 | Jonathan Stark                                            | Nicklas Kulti                                             | 6-4, 6-1                                                  |
| 1990 | Andrea Gaudenzi                                           | Mikael Tillström                                          | 6-2, 4-6, 7-6                                             |
| 1991 | Leander Paes                                              | Karim Alami                                               | 6-4, 6-4                                                  |
| 1992 | Brian Dunn                                                | Noam Behr                                                 | 7-5, 6-2                                                  |
| 1993 | Marcelo Ríos                                              | Steven Downs                                              | 7-6, 6-3                                                  |
| 1994 | Sjeng Schalken                                            | Mehdi Tahiri                                              | 6-2, 7-6                                                  |
| 1995 | Nicolas Kiefer                                            | Ulrich Jasper Seetzen                                     | 6-3, 6-4                                                  |
| 1996 | Daniel Elsner                                             | Markus Hipfl                                              | 6-3, 6-2                                                  |
| 1997 | Arnaud Di Pasquale                                        | Wesley Whitehouse                                         | 6-7, 6-4, 6-1                                             |
| 1998 | David Nalbandian                                          | Roger Federer                                             | 6-3, 7-5                                                  |
| 1999 | Jarkko Nieminen                                           | Kristian Pless                                            | 6-7, 6-3, 6-4                                             |
| 2000 | Andy Roddick                                              | Robby Ginepri                                             | 6-1, 6-3                                                  |
| 2001 | Gilles Müller                                             | Jimmy Wang                                                | 7-6, 6-2                                                  |
| 2002 | Richard Gasquet                                           | Marcos Baghdatis                                          | 7-5, 6-2                                                  |
| 2003 | Jo-Wilfried Tsonga                                        | Marcos Baghdatis                                          | 7-6, 6-3                                                  |
| 2004 | Andy Murray                                               | Serhij Stachovsky                                         | 6-4, 6-2                                                  |
| 2005 | Ryan Sweeting                                             | Jérémy Chardy                                             | 6-4, 6-4                                                  |
| 2006 | Dušan Lojda                                               | Peter Polansky                                            | 7-6, 6-3                                                  |
| 2007 | Ričardas Berankis                                         | Jerzy Janowicz                                            | 6-3, 6-4                                                  |
| 2008 | Grigor Dimitrov                                           | Devin Britton                                             | 6-4, 6-3                                                  |
| 2009 | Bernard Tomic                                             | Chase Buchanan                                            | 6-1, 6-3                                                  |
| 2010 | Jack Sock                                                 | Denis Kudla                                               | 3-6, 6-2, 6-2                                             |
| 2011 | Oliver Golding                                            | Jiří Veselý                                               | 5-7 6-3 6-4                                               |
| 2012 | Filip Peliwo                                              | Liam Broady                                               | 6-2, 2-6, 7-5                                             |
| 2013 | Borna Ćorić                                               | Thanasi Kokkinakis                                        | 3-6, 6-3, 6-1                                             |
| 2014 | Omar Jasika                                               | Quentin Halys                                             | 2-6, 7-5, 6-1                                             |
| 2015 | Taylor Fritz                                              | Tommy Paul                                                | 6-2, 6-7, 6-2                                             |
| 2016 | Félix Auger-Aliassime                                     | Miomir Kecmanović                                         | 6-3, 6-0                                                  |
| 2017 | Wu Yibing                                                 | Axel Geller                                               | 6-4, 6-4                                                  |
| 2018 | Thiago Seyboth Wild                                       | Lorenzo Musetti                                           | 6-1, 2-6, 6-2                                             |
| 2019 | Jonáš Forejtek                                            | Emilio Nava                                               | 6-7(4), 6-0, 6-2                                          |
| 2020 | Geen onderdeel van het toernooi vanwege de coronapandemie | Geen onderdeel van het toernooi vanwege de coronapandemie | Geen onderdeel van het toernooi vanwege de coronapandemie |
| 2021 | Daniel Rincón                                             | Shang Juncheng                                            | 6–2, 7–6(6)                                               |
| 2022 | Martín Landaluce                                          | Gilles-Arnaud Bailly                                      | 7–6(3), 5–7, 6–2                                          |
| 2023 | João Fonseca                                              | Learner Tien                                              | 4-6, 6-4, 6-3                                             |
| 2024 | Rafael Jódar                                              | Nicolai Budkov Kjær                                       | 2-6, 6-2, 7-6                                             |

### Meisjesenkelspel
| Jaar | Winnares                                                  | Verliezend finaliste                                      | Uitslag                                                   |
| ---- | --------------------------------------------------------- | --------------------------------------------------------- | --------------------------------------------------------- |
| 1974 | Ilana Kloss                                               | Mima Jaušovec                                             | 6-4, 6-3                                                  |
| 1975 | Natasha Chmyreva                                          | Greer Stevens                                             | 6-7, 6-2, 6-2                                             |
| 1976 | Marise Kruger                                             | Lucia Romanov                                             | 6-3, 7-5                                                  |
| 1977 | Claudia Casabianca                                        | Lea Antonoplis                                            | 6-3, 2-6, 6-2                                             |
| 1978 | Linda Siegel                                              | Ivanna Madruga                                            | 6-4, 6-4                                                  |
| 1979 | Alycia Moulton                                            | Mary-Lou Piatek                                           | 7-6, 7-6                                                  |
| 1980 | Susan Mascarin                                            | Kathrin Keil                                              | 6-3, 6-4                                                  |
| 1981 | Zina Garrison                                             | Kate Gompert                                              | 6-0, 6-3                                                  |
| 1982 | Beth Herr                                                 | Gretchen Rush                                             | 6-3, 6-1                                                  |
| 1983 | Elizabeth Minter                                          | Lucie Havlíčková                                          | 6-3, 7-5                                                  |
| 1984 | Katerina Maleeva                                          | Niurka Sodupe                                             | 6-1, 6-2                                                  |
| 1985 | Laura Garrone                                             | Andrea Holíková                                           | 6-2, 7-6                                                  |
| 1986 | Elly Hakami                                               | Shaun Stafford                                            | 6-2, 6-1                                                  |
| 1987 | Natallja Zverava                                          | Sandra Birch                                              | 6-0, 6-3                                                  |
| 1988 | Carrie Cunningham                                         | Rachel McQuillan                                          | 7-5, 6-3                                                  |
| 1989 | Jennifer Capriati                                         | Rachel McQuillan                                          | 6-2, 6-3                                                  |
| 1990 | Magdalena Maleeva                                         | Noëlle van Lottum                                         | 7-5, 6-2                                                  |
| 1991 | Karina Habšudová                                          | Anne Mall                                                 | 6-1, 6-3                                                  |
| 1992 | Lindsay Davenport                                         | Julie Steven                                              | 6-2, 6-2                                                  |
| 1993 | Maria Francesca Bentivoglio                               | Yuka Yoshida                                              | 7-6, 6-4                                                  |
| 1994 | Meilen Tu                                                 | Martina Hingis                                            | 6-2, 6-4                                                  |
| 1995 | Tara Snyder                                               | Annabel Ellwood                                           | 6-4, 4-6, 6-2                                             |
| 1996 | Mirjana Lučić                                             | Marlene Weingärtner                                       | 6-2, 6-1                                                  |
| 1997 | Cara Black                                                | Kildine Chevalier                                         | 6-7, 6-1, 6-3                                             |
| 1998 | Jelena Dokić                                              | Katarina Srebotnik                                        | 6-4, 6-2                                                  |
| 1999 | Lina Krasnoroetskaja                                      | Nadja Petrova                                             | 6-3, 6-2                                                  |
| 2000 | María Emilia Salerni                                      | Tetjana Perebyjnis                                        | 6-3, 6-4                                                  |
| 2001 | Marion Bartoli                                            | Svetlana Koeznetsova                                      | 4-6, 6-3, 6-4                                             |
| 2002 | Maria Kirilenko                                           | Barbora Strýcová                                          | 6-4, 6-4                                                  |
| 2003 | Kirsten Flipkens                                          | Michaëlla Krajicek                                        | 6-3 7-5                                                   |
| 2004 | Michaëlla Krajicek                                        | Jessica Kirkland                                          | 6-1, 6-1                                                  |
| 2005 | Viktoryja Azarenka                                        | Alexa Glatch                                              | 6-3, 6-4                                                  |
| 2006 | Anastasija Pavljoetsjenkova                               | Tamira Paszek                                             | 3-6, 6-4, 7-5                                             |
| 2007 | Kristína Kučová                                           | Urszula Radwańska                                         | 6-3, 1-6, 7-6(4)                                          |
| 2008 | Coco Vandeweghe                                           | Gabriela Paz                                              | 7-6, 6-1                                                  |
| 2009 | Heather Watson                                            | Jana Boetsjina                                            | 6-4, 6-1                                                  |
| 2010 | Darja Gavrilova                                           | Joelija Poetintseva                                       | 6-3, 6-2                                                  |
| 2011 | Grace Min                                                 | Caroline Garcia                                           | 7-5 7-6(3)                                                |
| 2012 | Samantha Crawford                                         | Anett Kontaveit                                           | 7-5, 6-3                                                  |
| 2013 | Ana Konjuh                                                | Tornado Alicia Black                                      | 3-6, 6-4, 7-6(6)                                          |
| 2014 | Marie Bouzková                                            | Anhelina Kalinina                                         | 6-4, 7-6                                                  |
| 2015 | Dalma Gálfi                                               | Sofia Kenin                                               | 7-5, 6-4                                                  |
| 2016 | Kayla Day                                                 | Viktória Kužmová                                          | 6-3, 6-2                                                  |
| 2017 | Amanda Anisimova                                          | Cori Gauff                                                | 6-0, 6-2                                                  |
| 2018 | Wang Xiyu                                                 | Clara Burel                                               | 7-6, 6-2                                                  |
| 2019 | María Camila Osorio Serrano                               | Alexandra Yepifanova                                      | 6-1, 6-0                                                  |
| 2020 | Geen onderdeel van het toernooi vanwege de coronapandemie | Geen onderdeel van het toernooi vanwege de coronapandemie | Geen onderdeel van het toernooi vanwege de coronapandemie |
| 2021 | Robin Montgomery                                          | Kristina Dmitruk                                          | 6–2, 6–4                                                  |
| 2022 | Alex Eala                                                 | Lucie Havlíčková                                          | 6–2, 6–4                                                  |
| 2023 | Katherine Hui                                             | Tereza Valentová                                          | 6-4, 6-4                                                  |
| 2024 | Mika Stojsavljevic                                        | Wakana Sonobe                                             | 6-4, 6-4                                                  |

### Jongensdubbelspel
| Jaar | Winnaars                                                  | Verliezend finalisten                                     | Uitslag                                                   |
| ---- | --------------------------------------------------------- | --------------------------------------------------------- | --------------------------------------------------------- |
| 1982 | Jonathan Canter Michael Kures                             | Pat Cash John Frawley                                     | 7-6, 6-3                                                  |
| 1983 | Mark Kratzmann Simon Youl                                 | Patrick McEnroe Brad Pearce                               | 6-1, 7-6                                                  |
| 1984 | Leonardo Lavalle Mihnea-Ion Năstase                       | Agustín Moreno Jaime Yzaga                                | 7-6, 1-6, 6-1                                             |
| 1985 | Joey Blake Darren Yates                                   | Patrick Flynn David Macpherson                            | 3-6, 6-3, 6-4                                             |
| 1986 | Tomás Carbonell Javier Sánchez                            | Jeff Tarango David Wheaton                                | 6-4, 1-6, 6-1                                             |
| 1987 | Goran Ivanišević Diego Nargiso                            | Zeeshan Ali Brett Steven                                  | 3-6, 6-4, 6-3                                             |
| 1988 | Jonathan Stark John Yancey                                | Massimo Boscatto Stefano Pescosolido                      | 7-6, 7-5                                                  |
| 1989 | Wayne Ferreira Grant Stafford                             | Martin Damm Jan Kodeš Jr.                                 | 6-3, 6-4                                                  |
| 1990 | Sébastien Leblanc Greg Rusedski                           | Mårten Renström Mikael Tillström                          | 6-7, 6-3, 6-4                                             |
| 1991 | Karim Alami John-Laffnie de Jager                         | Michael Joyce Vincent Spadea                              | 6-4, 6-7, 6-1                                             |
| 1992 | Jimmy Jackson Eric Taino                                  | Marcelo Ríos Gabriel Silberstein                          | 6-3, 6-7, 6-4                                             |
| 1993 | Neville Godwin Gareth Williams                            | Ben Ellwood James Sekulov                                 | 6-3, 6-3                                                  |
| 1994 | Ben Ellwood Nicolás Lapentti                              | Paul Goldstein Scott Humphries                            | 6-2, 6-0                                                  |
| 1995 | Lee Jong-min Jocelyn Robichaud                            | Raemon Sluiter Peter Wessels                              | 7-6, 6-2                                                  |
| 1996 | Bob Bryan Mike Bryan                                      | Daniele Bracciali Jocelyn Robichaud                       | 5-7, 6-3, 6-4                                             |
| 1997 | Fernando González Nicolás Massú                           | Jean-René Lisnard Michaël Llodra                          | 6-4, 6-4                                                  |
| 1998 | K.J. Hippensteel David Martin                             | Andy Ram Lovro Zovko                                      | 6-7, 7-6, 6-2                                             |
| 1999 | Julien Benneteau Nicolas Mahut                            | Tres Davis Alberto Francis                                | 6–4, 3–6, 6–1                                             |
| 2000 | Lee Childs James Nelson                                   | Tres Davis Robby Ginepri                                  | 6-2, 6-4                                                  |
| 2001 | Tomáš Berdych Stéphane Bohli                              | Brendan Evans Brett Joelson                               | 6-4, 6-4                                                  |
| 2002 | Michel Koning Bas van der Valk                            | Brian Baker Chris Guccione                                | 6-4, 6-4                                                  |
| 2003 | Niet gespeeld vanwege het slechte weer                    | Niet gespeeld vanwege het slechte weer                    | Niet gespeeld vanwege het slechte weer                    |
| 2004 | Brendan Evans Scott Oudsema                               | Andreas Beck Sebastian Rieschick                          | 4-6, 6-1, 6-2                                             |
| 2005 | Alex Clayton Donald Young                                 | Carsten Ball Thiemo de Bakker                             | 7-6, 4-6, 7-5                                             |
| 2006 | Jamie Hunt Nathaniel Schnugg                              | Jarmere Jenkins Austin Krajicek                           | 6-3, 6-3                                                  |
| 2007 | Jonathan Eysseric Jerome Inzerillo                        | Grigor Dimitrov Vasek Pospisil                            | 6-2, 6-4                                                  |
| 2008 | Nikolaus Moser Cedrik-Marcel Stebe                        | Henri Kontinen Christopher Rungkat                        | 7-6, 3-6, [10-8]                                          |
| 2009 | Márton Fucsovics Hsieh Cheng-peng                         | Julien Obry Adrien Puget                                  | 7-6, 5-7, [10-1]                                          |
| 2010 | Duilio Beretta Roberto Quiroz                             | Oliver Golding Jiří Veselý                                | 6-1, 7-5                                                  |
| 2011 | Robin Kern Julian Lenz                                    | Maxim Dubarenco Vladyslav Manafov                         | 7-5 6-4.                                                  |
| 2012 | Kyle Edmund Frederico Ferreira Silva                      | Nick Kyrgios Jordan Thompson                              | 5-7, 6-4, [10-6]                                          |
| 2013 | Kamil Majchrzak Martin Redlicki                           | Quentin Halys Frederico Ferreira Silva                    | 6-3, 6-4                                                  |
| 2014 | Omar Jasika Naoki Nakagawa                                | Rafael Matos João Menezes                                 | 6-3, 7-6                                                  |
| 2015 | Félix Auger-Aliassime Denis Shapovalov                    | Brandon Holt Riley Smith                                  | 7-5, 7-6                                                  |
| 2016 | Juan Carlos Aguilar Felipe Meligeni Alves                 | Félix Auger-Aliassime Benjamin Sigouin                    | 6-3, 7-6                                                  |
| 2017 | Hsu Yu-hsiou Wu Yibing                                    | Toru Horie Yuta Shimizu                                   | 6-4, 5-7, [11-9]                                          |
| 2018 | Adrian Andreev Anton Matusevich                           | Emilio Nava Axel Nefve                                    | 6-4, 2-6, [10-8]                                          |
| 2019 | Eliot Spizziri Tyler Zink                                 | Andrew Paulson Alexander Zgirovsky                        | 7-6, 6-4                                                  |
| 2020 | Geen onderdeel van het toernooi vanwege de coronapandemie | Geen onderdeel van het toernooi vanwege de coronapandemie | Geen onderdeel van het toernooi vanwege de coronapandemie |
| 2021 | Max Westphal Coleman Wong                                 | Viacheslav Bielinskyi Petr Nesterov                       | 6–3, 5–7, [10–1]                                          |
| 2022 | Ozan Baris Nishesh Basavareddy                            | Dylan Dietrich Juan Carlos Prado Ángelo                   | 6-1, 6-1                                                  |
| 2023 | Max Dahlin Oliver Ojakaar                                 | Federico Bondiol Joel Schwärzler                          | 3-6, 6-3, [11-9]                                          |
| 2024 | Maxim Mrva Rei Sakamoto                                   | Denis Peták Flynn Thomas                                  | 7-5, 7-6                                                  |

### Meisjesdubbelspel
| Jaar | Winnaressen                                               | Verliezend finalistes                                     | Uitslag                                                   |
| ---- | --------------------------------------------------------- | --------------------------------------------------------- | --------------------------------------------------------- |
| 1982 | Penny Barg Beth Herr                                      | Ann Hulbert Bernadette Randall                            | 1-6, 7-5, 7-6                                             |
| 1983 | Ann Hulbert Bernadette Randall                            | Natasja Reva Larisa Savtsjenko                            | 6-4, 6-2                                                  |
| 1984 | Mercedes Paz Gabriela Sabatini                            | Stephanie London Cammy MacGregor                          | 6-4, 3-6, 6-2                                             |
| 1985 | Andrea Holíková Radomira Zrubáková                        | Mariana Pérez Roldán Patricia Tarabini                    | 6-4, 2-6, 7-5                                             |
| 1986 | Jana Novotná Radomira Zrubáková                           | Olena Brjoechovets Leila Meschi                           | 6-4, 6-2                                                  |
| 1987 | Meredith McGrath Kimberly Po                              | Kim Il-soon Wang Shi-ting                                 | 6-4, 7-5                                                  |
| 1988 | Meredith McGrath Kimberly Po                              | Cathy Caverzasio Laura Lapi                               | 6-3, 6-1                                                  |
| 1989 | Jennifer Capriati Meredith McGrath                        | Jo-Anne Faull Rachel McQuillan                            | 6-0, 6-3                                                  |
| 1990 | Kristin Godridge Kirrily Sharpe                           | Erika deLone Lisa Raymond                                 | 4-6, 7-5, 6-2                                             |
| 1991 | Kristin Godridge Nicole Pratt                             | Åsa Carlsson Cătălina Cristea                             | 7-6, 7-5                                                  |
| 1992 | Lindsay Davenport Nicole London                           | Katie Schlukebir Julie Steven                             | 7-5, 6-7, 6-4                                             |
| 1993 | Nicole London Julie Steven                                | Hiroko Mochizuki Yuka Yoshida                             | 6-3, 6-4                                                  |
| 1994 | Surina de Beer Chantal Reuter                             | Nannie de Villiers Lizzie Jelfs                           | 4-6, 6-4, 6-2                                             |
| 1995 | Corina Morariu Ludmila Varmužová                          | Anna Koernikova Aleksandra Olsza                          | 6-3, 6-3                                                  |
| 1996 | Surina de Beer Jessica Steck                              | Petra Rampre Katarina Srebotnik                           | 6-4, 6-3                                                  |
| 1997 | Marissa Irvin Alexandra Stevenson                         | Cara Black Irina Seljoetina                               | 6-2, 7-6                                                  |
| 1998 | Kim Clijsters Eva Dyrberg                                 | Jelena Dokić Evie Dominikovic                             | 7-6, 6-4                                                  |
| 1999 | Dája Bedáňová Iroda Tulyaganova                           | Galina Fokina Lina Krasnoroetskaja                        | 6-3, 6-4                                                  |
| 2000 | Gisela Dulko María Emilia Salerni                         | Anikó Kapros Christina Wheeler                            | 3-6, 6-2, 6-2                                             |
| 2001 | Galina Fokina Svetlana Koeznetsova                        | Jelena Janković Matea Mezakc                              | 7-5, 6-3                                                  |
| 2002 | Elke Clijsters Kirsten Flipkens                           | Shadisha Robinson Tory Zawacki                            | 6-1, 6-3                                                  |
| 2003 | Niet gespeeld vanwege het slechte weer                    | Niet gespeeld vanwege het slechte weer                    | Niet gespeeld vanwege het slechte weer                    |
| 2004 | Marina Erakovic Michaëlla Krajicek                        | Mădălina Gojnea Monica Niculescu                          | 7-6, 6-0                                                  |
| 2005 | Nikola Fraňková Alisa Klejbanova                          | Alexa Glatch Vania King                                   | 7-5, 7-6                                                  |
| 2006 | Mihaela Buzărnescu Ioana Raluca Olaru                     | Sharon Fichman Anastasija Pavljoetsjenkova                | 7-5, 6-2                                                  |
| 2007 | Ksenia Milevskaya Urszula Radwańska                       | Oksana Kalasjnikova Ksenia Lykina                         | 6-1, 6-2                                                  |
| 2008 | Noppawan Lertcheewakarn Sandra Roma                       | Mallory Burdette Sloane Stephens                          | 6-0, 6-2                                                  |
| 2009 | Valerija Solovjeva Maryna Zanevska                        | Elena Bogdan Noppawan Lertcheewakarn                      | 1-6, 6-3, [10-7]                                          |
| 2010 | Tímea Babos Sloane Stephens                               | An-Sophie Mestach Silvia Njirić                           | forfait                                                   |
| 2011 | Irina Chromatsjova Demi Schuurs                           | Gabrielle Andrews Taylor Townsend                         | 6-4 5-7 [10-5]                                            |
| 2012 | Gabrielle Andrews Taylor Townsend                         | Belinda Bencic Petra Uberalová                            | 6-3, 6-4                                                  |
| 2013 | Barbora Krejčíková Kateřina Siniaková                     | Belinda Bencic Sara Sorribes Tormo                        | 6-3, 6-4                                                  |
| 2014 | İpek Soylu Jil Teichmann                                  | Vera Lapko Tereza Mihalíková                              | 5-7, 6-2, [10-7]                                          |
| 2015 | Viktória Kužmová Aleksandra Pospelova                     | Anna Kalinskaja Anastasija Potapova                       | 7-5, 6-2                                                  |
| 2016 | Jada Hart Ena Shibahara                                   | Kayla Day Caroline Dolehide                               | 4-6, 6-2, [13-11]                                         |
| 2017 | Olga Danilović Marta Kostjoek                             | Lea Bošković Wang Xiyu                                    | 6-1, 7-5                                                  |
| 2018 | Cori Gauff Caty McNally                                   | Hailey Baptiste Dalayna Hewitt                            | 6-3, 6-2                                                  |
| 2019 | Kamilla Bartone Oksana Selechmetjeva                      | Aubane Droguet Séléna Janicijevic                         | 7-5, 7-6                                                  |
| 2020 | Geen onderdeel van het toernooi vanwege de coronapandemie | Geen onderdeel van het toernooi vanwege de coronapandemie | Geen onderdeel van het toernooi vanwege de coronapandemie |
| 2021 | Ashlyn Krueger Robin Montgomery                           | Reese Brantmeier Elvina Kalieva                           | 5-7, 6-3, [10-4]                                          |
| 2022 | Lucie Havlíčková Diana Sjnajder                           | Carolina Kuhl Ella Seidel                                 | 6–3, 6–2                                                  |
| 2023 | Mara Gae Anastasija Goereva                               | Sara Saito Nanaka Sato                                    | 1-6, 7-5, [10-8]                                          |
| 2024 | Malak El Allami Emily Sartz-Lunde                         | Julie Paštiková Julia Stusek                              | 6-2, 4-6, [10-6]                                          |

## Junioren Rolstoeltennis

### Jongensenkelspel
| Jaar | Winnaar        | Verliezend finalist | Uitslag  |
| ---- | -------------- | ------------------- | -------- |
| 2023 | Dahnon Ward    | Francesco Felici    | 6-4, 6-3 |
| 2024 | Charlie Cooper | Ivar van Rijt       | 7-6, 6-3 |

### Meisjesenkelspel
| Jaar | Winnares        | Verliezend finaliste | Uitslag       |
| ---- | --------------- | -------------------- | ------------- |
| 2023 | Ksénia Chasteau | Maylee Phelps        | 6-3, 6-1      |
| 2024 | Yuma Takamuro   | Vitoria Miranda      | 2-6, 6-4, 6-4 |

### Jongensdubbelspel
| Jaar | Winnaars                      | Verliezend finalisten        | Uitslag  |
| ---- | ----------------------------- | ---------------------------- | -------- |
| 2023 | Joshua Johns Dahnon Ward      | Charlie Cooper Tomas Majetic | 6-0, 6-3 |
| 2024 | Ivar van Rijt Benjamin Wenzel | Charlie Cooper Tomas Majetic | 6-2, 6-1 |

### Meisjesdubbelspel
| Jaar | Winnaressen                   | Verliezend finalistes      | Uitslag  |
| ---- | ----------------------------- | -------------------------- | -------- |
| 2023 | Ksénia Chasteau Maylee Phelps | Sabina Czauz Yuma Takamuro | 7-5, 6-0 |
| 2024 | Rio Okano Yuma Takamuro       | Luna Gryp Vitoria Miranda  | 6-3, 6-2 |